# Storia di Reggio Calabria
(Diodoro, XIII, 23 - responso dell'Oracolo di Delfi che guidò la fondazione di Reggio.)
La millenaria storia di Reggio Calabria inizia dall'origine mitologica che risale al 2000 a.C. per proseguire con la fondazione come colonia greca nell'VIII secolo a.C. Fu una fiorente città della Magna Grecia e successivamente alleata di Roma. Poi fu una delle grandi metropoli dell'Impero bizantino e fu sotto le dominazioni dei normanni, degli svevi, degli angioini e degli aragonesi. Fu distrutta da gravi terremoti nel 1562 e nel 1783. Entrò a far parte inizialmente del Regno di Sicilia poi dopo il 1302 del Regno di Napoli e del Regno delle Due Sicilie e passò quindi al Regno d'Italia. Nel 1908 subì le distruzioni di un altro terribile terremoto e maremoto, quindi fu ricostruita in epoca liberty ma poi parzialmente danneggiata dai bombardamenti della seconda guerra mondiale. Crebbe notevolmente nel corso del XX secolo ma nei primi anni settanta fu protagonista di grandi sconvolgimenti regionali, le cui conseguenze portarono ad un ventennio buio; grazie a una serie di capaci amministrazioni comunali, la città si è poi notevolmente ripresa negli ultimi decenni, tornando ad essere, secondo i dati demografici, economici e turistici, protagonista nel panorama Mediterraneo.

## Gli insediamenti pre-greci, la civiltà meticcia e il nome "Italia"

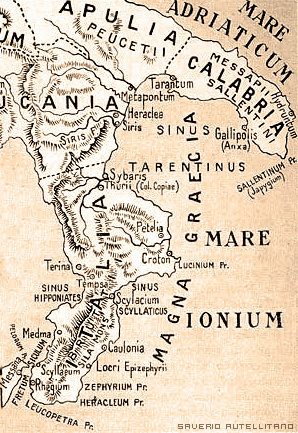
l"Italia" e le sue colonie.

Gli storici antichi narrano che Reggio venne fondata su un precedente insediamento molto più antico che alcune leggende popolari, abbastanza verosimili dati i riscontri letterari, avevano attribuito ad Aschenez, pronipote di Noè, il quale sarebbe approdato sulla costa intorno al 2000 a.C., e da cui originariamente la regione avrebbe preso il nome di "Aschenazia". Tale evento è ricordato nella memoria storica della città, come ad esempio il nome della "via Aschenez".
(Giuseppe Flavio)
Altre leggende attribuiscono la fondazione a Giocasto, figlio del dio Eolo, il cui monumentale mausoleo sarebbe sorto sul promontorio di Punta Calamizzi denominato Pallanzio (Pallàntion). Il territorio sarebbe stato poi uno dei luoghi della fatica di Ercole contro Gerione, il mostro con tre corpi.

Si era dunque formato nei secoli anteriori allo sbarco dei greci un agglomerato più ampio con il nome di Rhegion (Ρηγιων), e prima ancora noto come Erythra (Ερυθρα), abitato in epoche diverse da popoli appartenenti alle stirpi degli Ausoni, degli Enotri e infine degli Itali-Morgeti.
Dionigi di Alicarnasso e Diodoro Siculo ci dicono che gli Ausoni erano stanziati nella zona di Reggio già intorno al XVI secolo a.C. Mentre gli Itali, secondo molte fonti tra cui lo stesso Dionigi di Alicarnasso, Tucidide e Virgilio, dicono che questi ultimi erano un ramo degli Enotri, e che i Morgeti non avevano seguito la maggioranza del loro popolo nel passaggio alla vicina Sicilia (dando poi il loro nome all'isola).
Il piccolo nucleo rimasto al di qua dello Stretto era stato governato da un Re-Patriarca che con saggezza e generosità aveva conquistato il cuore dei propri sudditi, entrando nella leggenda popolare e nel mito come Re Italo
(suo figlio Morgete fu Re dei Morgeti). Alla sua morte i sudditi avevano deciso di assumere il nome di Itali. E con il tempo il territorio della punta dello stivale prospiciente lo Stretto aveva preso il nome di "Italia".
(Dionigi di Alicarnasso)
(Tucidide)
(Tucidide, Storie VI,4,6)
(Virgilio, Eneide III, 164)
Secondo altre fonti questo nome era legato a una delle fatiche di Eracle contro Gerione. Certo è però che l'arrivo dei greci non fece scomparire tale nome, anzi si espanse offrendo un'illuminante testimonianza della straordinaria mescolanza di culture, tradizioni e riti religiosi tra le popolazioni autoctone e i nuovi arrivati che si realizzò con l'arrivo dei greci. Da una felice combinazione di diverse culture quindi scaturì quella tipica civiltà meticcia dei Greci d'Occidente, che più tardi si sarebbe guadagnata la definizione di Magna Grecia.
Con il passare del tempo il nome Italia si consolidò nell'uso comune cominciando a definire gli abitanti delle città-stato del Mezzogiorno prima come Italioti, poi Italici con l'arrivo dei Romani, e solo molto tempo dopo avrebbe risalito la penisola per definirla "Italia" nella sua interezza con la conquista della Gallia Cisalpina da parte di Giulio Cesare.

## Fondazione della città
La ricca suggestiva fantasia dei Greci, fondendo il fantastico ed il reale, ha circondato le origini di Reggio con un alone di arcana leggenda. Oltre al mito di Aschenez, riguardo alla fondazione ve ne sono molti altri, ma i più significativi con un certo fondamento storico-iconografico sono il mito di Jocasto e il mito di Eracle:

### Il mito di Jocasto

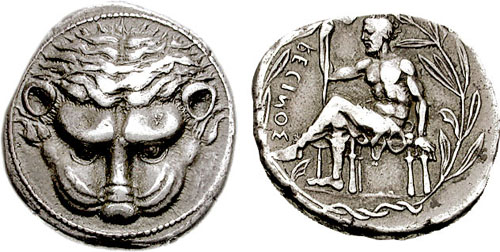
Tetradramma del V secolo a.C. in cui oltre al Leone di Nemea (storico simbolo della città), compare il leggendario Re Giocasto.

Legato alle origini della città è il mito di Giocasto o Jocasto (Iokastos), che aveva un più chiaro significato storico. Figlio di Eolo, re dei venti, sarebbe stato signore della costa di Reggio e fondatore della città o almeno considerato tale, quando essa sarebbe sorta sulla sua tomba, dove fu collocato dopo essere stato ucciso dal morso di un serpente.
Il personaggio seduto, poggiante su di un bastone, che figura nelle belle monete reggine del V secolo a.C., è proprio Jocasto, ricordato quale oichista della città, tanto più che in un esemplare delle stesse monete scorgesi accanto al braccio ed alla schiena un serpente nell'atto di morderlo. La tradizione faceva fermare su quella tomba i Calcidesi, ai quali si doveva la leggenda stessa.

### Il mito di Eracle

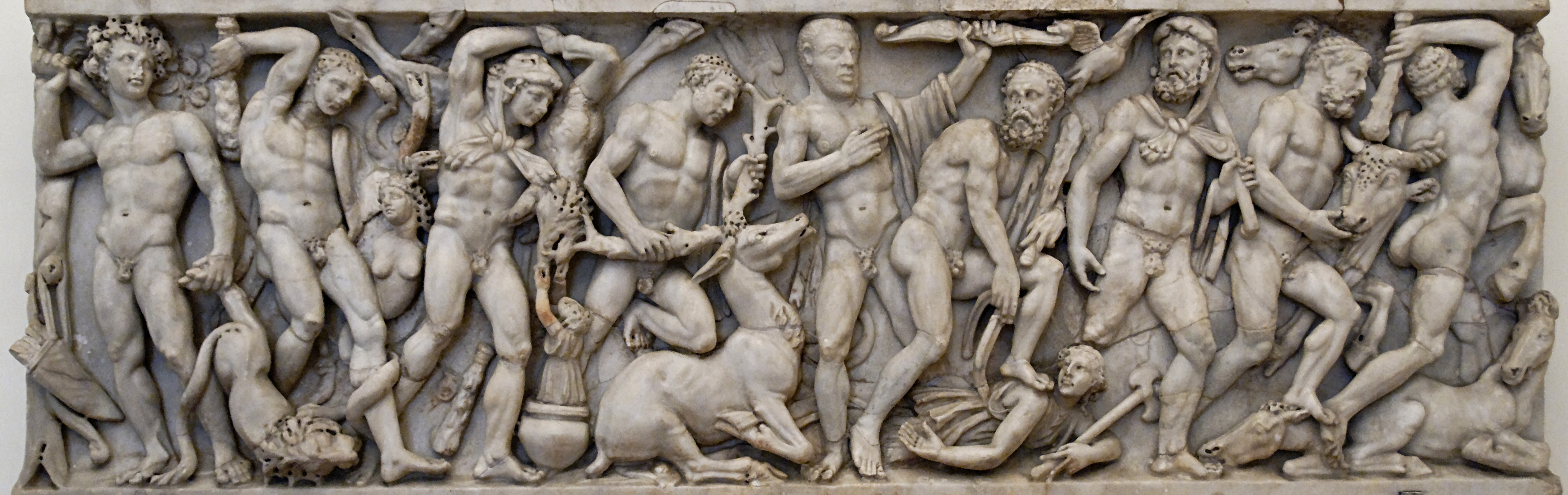
Le 12 fatiche di Eracle

Secondo un'altra leggenda, le origini della città si collegano con il passaggio di Eracle, reduce dalla Iberia con i bovi gerionei.
Uno di essi, staccatosi dall'armento, dopo aver percorso la regione che da esso prese il nome (secondo la tradizione che vede il nome Italo derivato proprio da qui), lanciandosi in mare si dirigeva in Sicilia, onde l'eroe era costretto a seguirlo, quando già stanco del lungo viaggio, per ben riposare, aveva ottenuto dagli dei che zittissero le cicale, che lo infastidivano con il monotono canto.
Come simbolo di tale leggenda le prime monete di Reggio, risalenti al VI secolo, fra il 550 e il 493 a.C., portano la figura dal bue androposopo ed in alto un grillo.
Un'altra leggendaria ipotesi vuole che Eracle fosse reduce della guerra di Troia.

### La colonia calcidese

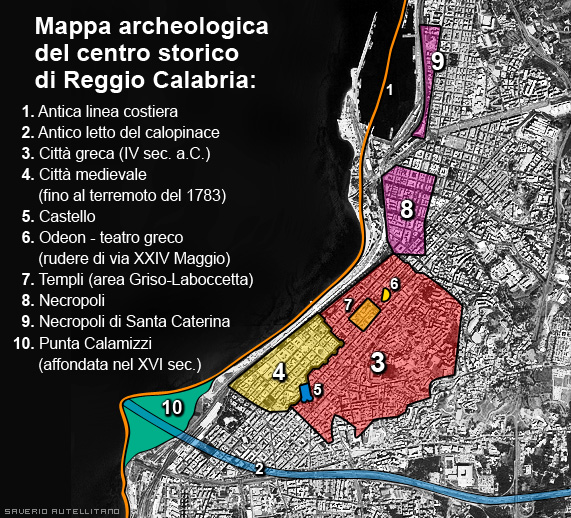
Mappa archeologica del centro storico di Reggio Calabria
(Gentile concessione)

La città greca venne dunque fondata sul preesistente insediamento nel 730 a.C. da coloni di stirpe ionica provenienti dalla città di Calcide nell'isola di Eubea, madrepatria di diverse altre colonie nella Magna Grecia.
Secondo alcune fonti antiche ai Calcidesi si sarebbero aggiunti anche alcuni Messeni del Peloponneso esuli politici, ma la presenza dorica risulterebbe attestata solo a partire dal VI secolo a.C.
La data della fondazione di Reggio è fissata convenzionalmente all'estate dell'anno 730 a.C.: basandosi sugli storici antichi (fra cui Tucidide), alcuni studiosi moderni affermano che intorno a tale data i calcidesi fondarono la colonia di Rhegion (ciò risulta attendibile anche considerando che le imbarcazioni dell'epoca potevano navigare in piena sicurezza solo nel periodo primaverile-estivo).
Gli storici greci Tucidide e Diodoro Siculo (XIII, 23) narrano come l'oracolo di Delfi avesse indicato ai coloni di fondare la nuova città:
(Oracolo di Delfi)
Quando si fermarono nei pressi del promontorio di Punta Calamizzi alla foce del fiume Apsìas (l'attuale fiumara Calopinace), avendo intravisto una vite avvinghiata ad un fico selvatico nella località denominata Pallantion (l'attuale zona "fortino a mare" o "tempietto"), decisero di stabilirsi dunque in quel luogo, fondando la prima πόλις (polis) greca in Calabria.
Della sacralità del fiume ne è testimonianza la più antica moneta coniata dalla città, con un'immagine raffigurante un toro con faccia umana, che nell'iconografia classica rappresentava la personificazione dei fiumi.
La nuova città prese il nome di Rhegion. Il termine viene riferito nelle fonti antiche al verbo greco "ρήγνυμι" (reghnümi), che significa rompere, spezzare, in ricordo della scissione geologica della Sicilia dalla Calabria. Si è invece sostenuta una sua derivazione dalla radice indoeuropea protoitalica "reg", con il significato di "capo, re", in riferimento al promontorio che dominava il panorama dalla penisola e che anticamente costituiva il porto naturale.
L'antica foce del Calopinace con il promontorio di Punta Calamizzi che si protendeva verso la Sicilia, ispirò a Tucidide la definizione di Reggio quale estremo capo d'Italia:
(Tucidide, Guerra del Peloponneso, VI, 44)

## Periodo greco
Alcuni esemplari sono oggi custoditi al Museo del Louvre di Parigi.
La posizione geografica di Reggio e un governo illuminato ne fecero presto una della capitali del Mediterraneo. Centro di intensi traffici commerciali e di un crescente potere economico Rhegion contese infatti a Siracusa l'egemonia dello Stretto, essendo uno dei centri politici e culturali più fiorenti della Magna Grecia soprattutto durante il governo di Anassila, Reggio esercitò influenza anche sulla dirimpettaia città di Zancle.
Frequenti erano i contatti con le città calcidiche della costa siciliana con le quali Reggio condivide gran parte della sua storia e della sua cultura antica, e numerose furono le guerre che ebbe con Locri Epizephiri inizialmente alleata, ma poi contrapposta, il cui territorio confinava con quello di Reggio comprimendone lo sviluppo. Fin dai primi anni della sua fondazione, lo stato reggino si estendeva infatti sul versante nord tirrenico fino a Medma (subcolonia Locrese) e Metauros (invece fondata dai Calcidesi stessi di Reggio nei pressi dell'attuale torrente Petrace vicino a Gioia Tauro), mentre sul versante sud jonico fino al fiume Cecino o Alece (Halex, l'attuale torrente Galati nei pressi di Palizzi). Più tardi sotto Anassila, con l'occupazione di Messina, la polis di Reggio estese il suo stato anche sull'altra sponda dello Stretto. La fonte principale del benessere della fiorente colonia italiota, fu il commercio e specialmente la vigilanza, che poteva esercitare sul movimento delle navi mercantili lungo il Canale.
Come molte altre colonie che fondarono delle subcolonie, Reggio fondò Pixunte (Pixous) nel 471 a.C. sulla foce del fiume Bussento, identificata oggi probabilmente con la località Policastro Bussentino, frazione di Santa Marina (Italia).

### L'età arcaica e il "governo dei mille"
Dalle prime notizie pervenute, che si riferiscono a qualche secolo dopo la sua fondazione, apprendiamo che Reggio era ordinata a repubblica aristocratica. Capo del governo era un Egemone scelto ordinariamente fra gente messenica. La podestà legislativa era in mano ad un "Consiglio di Mille" sotto il nome di Escletos appartenenti alle famiglie patrizie.
Questo governo fu successivamente trasformato in democrazia con l'adozione delle leggi di Caronda, il più importante legislatore delle colonie calcidesi, che diede alla città un codice ancor prima delle altre colonie della Magna Grecia. Ciò permise a Reggio tra l'altro di avere una forte politica estera.

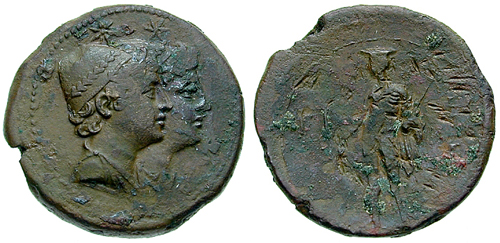
Moneta di Reggio del II secolo a.C. raffigurante i due Dioscuri.

Per lungo tempo infatti Reggio volle esercitare una politica di amicizia con la vicina Locri Epizephiri. Avvenimento di questa amicizia è l'aiuto sollecito e determinante dato dai Reggini ai Locresi, assaliti dai Crotoniati nella celebre Battaglia della Sagra. Reggio mandò infatti un grosso contingente di truppe che, al comando dello stratega Lisistrato, riportarono nel 506 a.C. presso il fiume Sagra, una brillante vittoria sui Crotoniati.
Da questo momento divenne più fervente il culto dei Dioscuri (Castore e Polluce), alla cui protezione si attribuì la vittoria. Certo l'aiuto inviato rappresentava non solo un atto di solidarietà e di amicizia con la vicina colonia, ma anche una misura preventiva, onde evitare il pericolo che avrebbe costituito un'avanzata di Crotone sul vicino territorio locrese.
Dopo tale vittoria Reggio aveva perduto i vantaggi di carattere commerciale che le venivano da Crotone e da Sibari, però aveva stretto in compenso una salda amicizia con i locresi, che non lasciava ancora intravedere i malumori e le rivalità che dovevano fare di Reggio e Locri due implacabili perenni nemiche.

### Anassila e l'unificazione dello Stretto

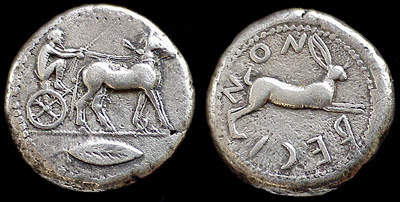
Moneta coniata sotto Anassila, raffigurante su un lato il tiranno vincitore alle olimpiadi, sull'altro la lepre con l'iscrizione "ΡΕΓΙΝΟΝ" (Reggio), pare infatti che l'animale sia stato introdotto da Anassila nelle due città dello Stretto, che in questo periodo sotto lo stesso governo condividevano anche la moneta.

La città raggiunse il suo massimo splendore sotto il saggio governo di Anassila, che portò Reggio ad essere uno dei centri politicamente ed economicamente più importanti del Mediterraneo.
Nei primi decenni del V secolo a.C., la città si trovava in una situazione politica particolarmente delicata, mentre numerose minacce giungevano da ogni parte: da ovest gli Etruschi tentavano di acquistare influenza sul tirreno, dal nord si faceva sentire sempre più la pressione della potenza crotoniate e da sud si affacciava la minaccia siracusana, che cercava di sottomettere le città calcidiche ed estendere la sua influenza oltre lo Stretto. All'interno vi era poi un sistema di governo aristocratico con oligarchia sgradito al popolo.
Dallo stato d'animo dei suoi concittadini, seppe trarre profitto Anassila, un giovane condottiero della discendenza messenica, che nel 494 a.C. si impadronì del governo della città ponendosi a capo di un movimento democratico, favorito da una città di indole commerciale quale era Reggio.
Egli accolse fraternamente gli esuli ionici, quali Samii e Milesi, profughi della invasione persiana; di essi una parte rimase definitivamente a Reggio. Ma il suo primo pensiero dovette essere quello di assicurarsi il dominio dello Stretto. Contro le scorrerie degli Etruschi e forse contro la minaccia siracusana, il signore di Reggio aveva elevato, all'estrema punta settentrionale dello Stretto, una fortezza sull'imponente promontorio scilleo famoso nell'antica leggenda del mostro Scilla.
La posizione sullo Stretto, mira di tante invidie ed ambizioni, doveva essere ben guardata anche per mare, perciò Reggio aveva creato fin dal V secolo a.C. una forte marina da guerra. Ma il possesso di una delle coste dello Stretto non bastavano per conseguire l'egemonia sullo Stretto stesso: era necessario estendere il dominio sul lato opposto del Canale, sul sicuro porto di Zancle.
Anassila seppe ben presto trovare l'occasione che lo avrebbe condotto alla conquista di Zancle quando, dopo la caduta di Mileto, giunsero i Samii con l'intenzione di fondare una nuova città sul territorio siculo, Anassila li indusse ad occupare Zancle, anziché darsi pensiero di fondare una nuova città. Gli zanclei chiesero aiuto a Ippocrate di Gela, il quale però, per timore di mettersi contro il potere di Anassila, non fece altro che accordarsi con i Samii circa la divisione della preda. Così Zancle nel 496 a.C. rimase ai Samii ed Anassila poté realizzare, qualche tempo dopo, il suo disegno, quando, scacciati i Samii stessi, divenne signore dell'intero Stretto, ribattezzando la città sicula con il nome di "Messene", in onore della patria da cui discendeva.
(Tucidide, Guerra del Peloponneso, VI, 4,6)
Ma, ottenuta la sicurezza dello Stretto, Anassila dovette seguire un'abile e accorta politica, per salvaguardarsi dai pericoli provenienti dai vicini stati territoriali. Proprio in quel periodo Crotone cominciava a esercitare una forte pressione espansionistica. per mare, assai preoccupante era la crescente potenza di Siracusa, dove Gelone iniziava una politica prevalentemente marinara con la costruzione di una potente flotta.
Poco tempo dopo Gela, alleata di Siracusa, attaccò con l'inganno Imera, costringendo alla fuga il tiranno Terillo, suocero di Anassila. Questi, allarmato dal successo degli avversari e desideroso di restituire il trono a Terillo, chiamò in aiuto i Cartaginesi, ma l'alleanza dorica costituita da Gela, Agrigento e Siracusa, ebbe la meglio sul piano strategico costringendo Reggini e Cartaginesi alla sconfitta proprio nello stesso giorno in cui i Greci combattevano la disperata battaglia delle Termopili.
Successivamente Siracusa estese il suo dominio su quasi tutta la Sicilia facendo sentire la propria influenza anche al di fuori. Lo stesso Anassila dovette subire gli influssi di tale potenza anche nello svolgimento della politica in Italia. Così, quando nel 477 a.C. decise di attaccare con un esercito la città di Locri che, sul punto di essere sottomessa si rivolse a Siracusa, egli dovette desistere dall'impresa.
Anassila, allo scopo di salvaguardare Messena dalla crescente potenza siracusana, cercò di legarsi in rapporti amichevoli con Gelone, concedendo la propria figlia in sposa al fratello di lui, Gerone.
Qualche tempo dopo, nel 476 a.C., Anassila morì. La sua signoria rappresenta un periodo di grande splendore per la potenza reggina, che si estendeva ormai su parte della Sicilia. Anche all'interno, il suo governo si distinse per sentimenti di giustizia, sì da lasciare cara memoria di sé presso i Reggini.

### L'alleanza con Taranto e la politica commerciale

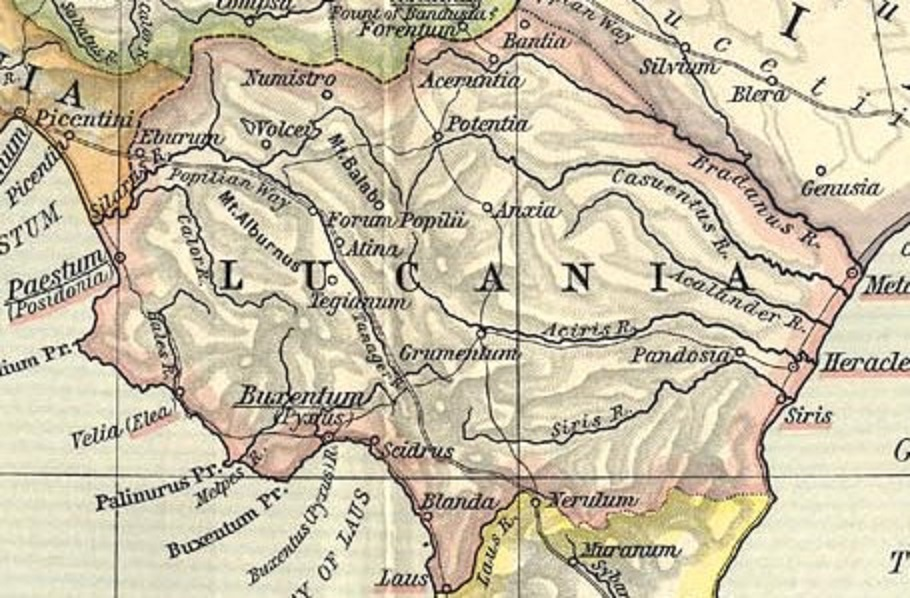
Cartina della Lucania antica dove è visibile il percorso del fiume Siris che collegava la colonia reggina di Pyxus, situata nell'attuale Golfo di Policastro, con il Golfo di Taranto.

Morendo, Anassila affidò i suoi due figli minorenni al ministro Micito, perché consegnasse loro il governo delle due città dello Stretto raggiunta la maggiore età. Micito fu un uomo politico di larghe vedute, che seppe adattare il suo governo alle circostanze del tempo. Nei primi anni della sua reggenza strinse alleanza con Taranto.
La situazione di quel periodo vedeva infatti una Siracusa che aveva soggiogato Naxos, Catania e Leontini, sostituendo alle popolazioni indigene dei mercenari peloponnesiaci che trasformarono le tre città in colonie militari. Ora le sue mire espansionistiche si concentravano sullo Stretto, di cui comprendeva la grande importanza strategica e commerciale. Reggio nelle mosse di Siracusa vedeva dunque una crescente minaccia alla sua egemonia sullo Stretto. In tali condizioni le città che potevano porgerle aiuto, erano Locri, Crotone e Taranto. Ma Locri era da scartare, perché secolare nemica e rivale di Reggio; Crotone, dopo essere stata sconfitta dagli stessi reggini nella battaglia della Sagra restava ancora ostile. Prova di questa inimicizia è il fatto che a Reggio al tempo di Anassila avevano trovato ospitalità i Pitagorici, fuggiti da Crotone. Non rimaneva che Taranto e l'alleanza con essa pareva presentare non pochi vantaggi.
Reggio era signora dello Stretto, mentre Taranto dell'unico altro buon porto più vicino alla Grecia ed all'oriente. Un loro accordo nuoceva alla concorrenza di tutte le città italiote ed era destinato a paralizzare Siracusa, ormai troppo invadente per la sua ardita penetrazione nel mar Tirreno. Micito spingeva lo sguardo molto più in la dei suoi stessi reggini: l'alleanza di Taranto gli si presentava come il miglior modo per garantire a Reggio ed alle restanti colonie calcidesi della Campania, il transito diretto dei commerci fra l'oriente e l'occidente.
Come trattato d'unione fra Reggio e Taranto, sembra che Micito abbia fondato una colonia reggina di nome Pyxus o Pissunte (Policastro) sul mar Tirreno, collegata con il golfo di Taranto attraverso la valle del Siris. Così le merci, giunte a Taranto, venivano sbarcate alla foce del fiume e risalendo la valle giungevano presso Pyxus con un breve cammino senza il pericolo di incontrare navi nemiche.
La fruttuosa alleanza portò nel 473 a.C. però a una disastrosa sconfitta dell'alleanza di Reggini e Tarantini ad opera degli Japigi, i quali armarono con gli alleati un esercito di 25.000 uomini. I Tarantini, informati che i nemici disponevano di tanta moltitudine di uomini, chiesero aiuto a Reggio. Ebbe quindi luogo una funesta battaglia in cui gli Japigi ottennero la vittoria. I vinti, divisi in due parti, fuggirono alcuni verso Taranto, altri verso la colonia reggina di Pixus che venne occupata.
Tale sconfitta rese tristemente celebre il governo di Micito ed attirò ingiustamente verso di lui l'odio e la recriminazione della cittadinanza. I reggini non compresero i benefici che, nonostante l'attacco degli japigi, poteva avere Reggio dall'alleanza tarantina e presero in odio il governo di Micito; così, istigati dal cognato Gerone di Siracusa, raggiunta la maggiore età, nel 467 a.C. i figli di Anassila revocarono i poteri dalle mani del tutore a cui chiesero resoconto dell'amministrazione. Micito, da uomo probo quale sembra che fosse, diede ragione del suo operato con tale scrupolosità da riguadagnarsi l'ammirazione dei reggini per rettitudine e fedeltà. I figli di Anassila stessi, pentiti, lo pregarono di restare come successore del loro padre, ma egli si rifiutò partendo per la Grecia e ritirandosi a Tegea in Arcadia, dove trascorse il resto della sua vita.
In verità, tenendo conto del delicato momento politico in cui si trovava Reggio, la condotta di Micito era più che giustificabile vista l'accortezza della sua politica, incompresa dai suoi sudditi.

### L'arrivo dei pitagorici e lo splendore culturale

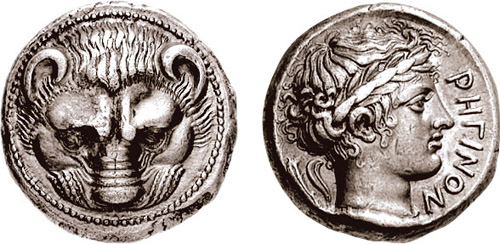
Moneta con il dio Apollo coniata durante il periodo pitagorico.

Dopo la rivolta demagogica di Cilone contro il Pitagorismo, molti pitagorici furono costretti ad abbandonare Crotone ed a rifugiarsi altrove, ma soprattutto a Reggio accolti dal mecenatismo di Anassila. Ciò permise a Reggio di diventare un centro pitagorico importantissimo, nel cui sinedrio si distinsero non pochi reggini, tra cui i filosofi Pitone vissuto al tempo di Dionisio I, Butera Lico (considerato padre adottivo del poeta tragico Licofrone), Ippone, Ippi, Astilo, Aristide, Atosione, Opsimo, Euticle e Mnesibolo; e ancora Aristocle, Ipparchide, Tecleto, Teocle ed altri, dai quali derivò quella intellettualità eclettica, che pose Reggio ai primi posti nella vita culturale dell'antichità.
La dottrina pitagorica sostituendo al culto di Dioniso, quello di Apollo e della luce concepiva la vita umana come organo d'indagine e di sapienza. Numerosi sono i tipi di monete su cui è impressa la testa del nume apollo come simbolo del culto che ebbero i reggini.
Caduta la tirannide a Reggio vennero aboliti i vecchi tipi monetali e la città rimise il tipo, sul cui dritto vi era la testa del leone di Nemea ed al riverso il demos, personificazione del popolo libero.
La tipica moneta recante la testa del Leone di Nemea (del 400 a.C.) è un'immagine particolarmente caratteristica della città di Reggio. L'effige fu infatti ripresa successivamente per creare il simbolo dell'Università degli Studi, a voler ricordare il periodo di splendore artistico e culturale della civiltà reggina durante il quale la moneta fu coniata.
Sorse dunque a Reggio una delle più grandi scuole pitagoriche che, per la poesia e la letteratura, fece risplendere la città su ogni altra della Magna Grecia, con effetti positivi anche sui costumi, sulle idee, sulla legislazione repubblicana.
Oltre alla scuola pitagorica sorse a Reggio un'importante scuola di scultura il cui massimo esponente fu Pythagoras (Pitagora Reggino), annoverato tra i cinque più grandi scultori dopo Fidia, ciò contribuì non poco ad elevare la città sotto il profilo del gusto estetico ed artistico.

### La nuova aristocrazia e l'alleanza con Atene

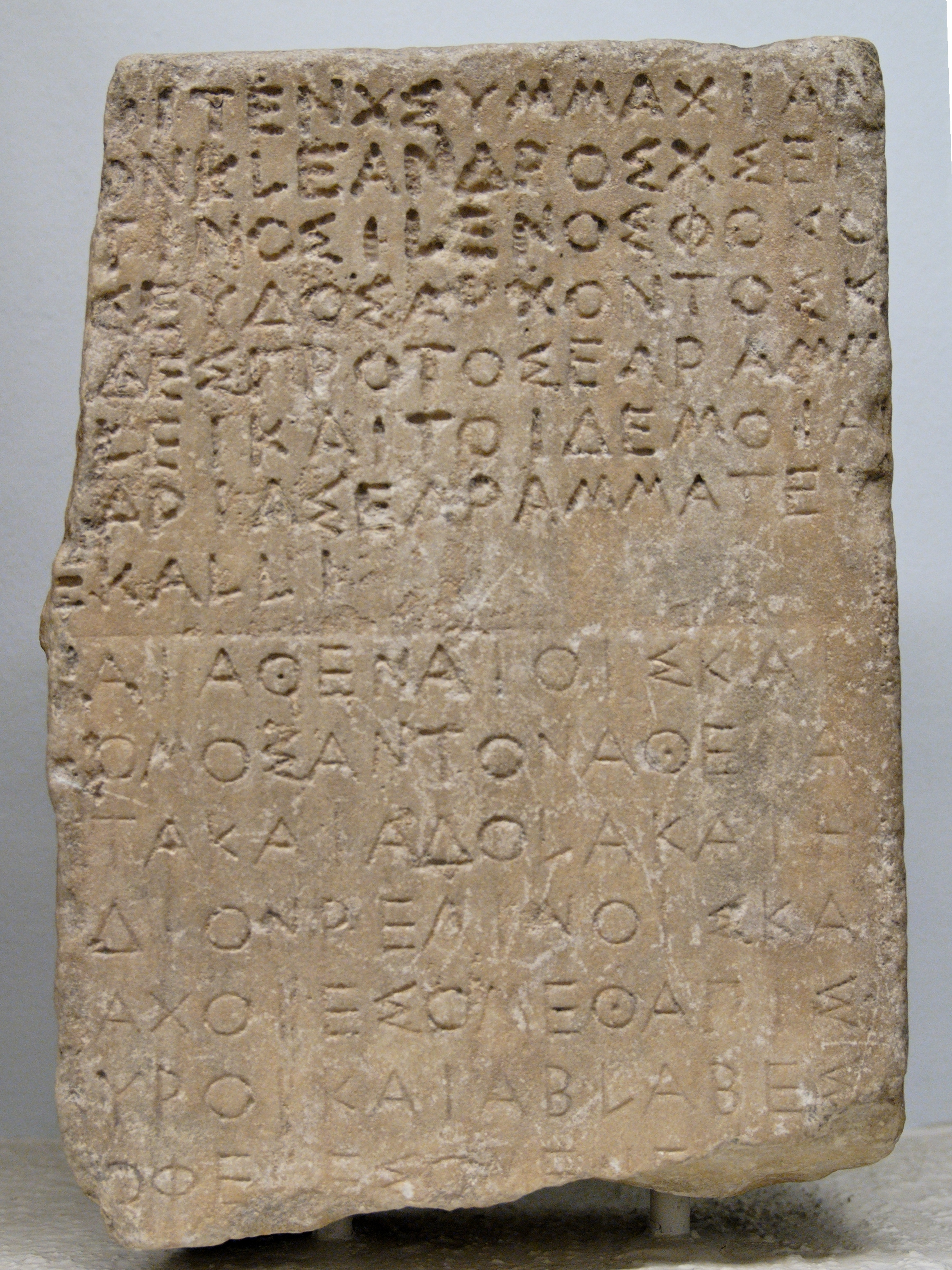
Il trattato di alleanza tra Reggio e Atene, conservato al British Museum di Londra.

Dopo l'uscita di scena di Micito, i figli di Anassila si divisero la signoria ma, degeneri della virtù paterna, commisero tali turpitudini e delitti da essere scacciati dal popolo insorto contro di loro. Dopo la caduta della tirannide, Messina tornò libera e Reggio, probabilmente con l'intervento della stessa Crotone, venne di nuovo a essere governata dal partito aristocratico che rappresentava il ritorno al potere dell'antico elemento calcidico, per breve tempo sopraffatto da quello messenico.
Verso il 443 a.C. Reggio ed Atene stipularono un trattato di alleanza con il quale la città greca cercava di intervenire contro l'elemento dorico d'occidente, mentre Reggio cercava aiuto per opporsi alla potenza dell'alleanza sorta nel frattempo tra Locri, Messina e Siracusa. Un pregevole documento di questo trattato è dato dalla scoperta di due marmi, che celebrano l'alleanza tra Reggini, Ateniesi e Leontini. Lo Spanò Bolani asserisce che tra i marmi che Lord Elgin trasportò dalla Grecia in Inghilterra, ve n'è uno dov'è incisa la formula stessa del patto. Lo Spinazzola scrive che nel frammento sono specificati i negoziati del trattato. La formula è semplice e grave:

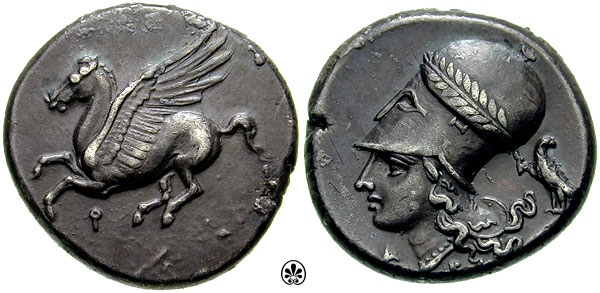
Lo statere di Corinto.

 Con questo nuovo passo, l'azione diplomatica dello stato ateniese poneva piede sulla costa della Magna Grecia. Testimonianza dell'amicizia con Atene, è la moneta reggina simile allo statere di Corinto con la testa di Pallade Atena; al riverso il Pegaso. Forse tale trasformazione fu fatta per utilità di commercio.
Nel 427 a.C. avvenne la prima spedizione ateniese in Sicilia, in aiuto di Leontini minacciata da Siracusa. Quando giunse la flotta ateniese fu ben accolta dalla città di Reggio che fin dal primo momento divenne la base navale delle offensive militari iniziate agli ultimi di settembre. I reggini facevano questo sia per affinità di stirpe con quelli di Leontini, ma soprattutto per odio contro i locresi che, dal tempo di Gerone in poi seguivano le sorti di Siracusa.
Quindi da Reggio gli ateniesi vollero iniziare la conquista della Sicilia, e per fare ciò pensarono che fosse necessario domare la dorizzante Locri e poi ridurre all'obbedienza Mylae, Messina e le Lipari. La prima spedizione si concretizzò nella battaglia navale nello Stretto: ad essa parteciparono la flotta siracusano-locrese di 30 navi e quella ateniese-reggina di 24. Nonostante l'inferiorità numerica Reggio con gli alleati ateniesi ebbe la vittoria mentre Siracusa e Locri sconfitte dovettero riparare a Capo Peloro.
Nel 433 a.C. Reggio stipulò il secondo trattato di alleanza con Atene e pochi anni dopo la Pace di Nicia, avvenuta nel 424 a.C., partiva una seconda grande spedizione organizzata da Alcibiade, con il pretesto di intervenire a favore dell'alleata Segesta, contro Selinunte che era appoggiata dai siracusani quindi alleata spartana.
Gli ateniesi dunque speravano di ottenere l'effetto mancato nella prima spedizione, ma questa volta Reggio prese una posizione di neutralità, e non accolse gli ateniesi dentro le mura che si accamparono fuori dalla città vicino al tempio di Artemide (che sorgeva sulla lunga striscia di terra chiamata Punta Calamizzi, scomparsa a causa di un terremoto nel 1562). Reggio, dopo l'esperimento fatto nella precedente spedizione, rispondeva che essa sarebbe rimasta neutrale e che, del resto, si sarebbe attenuta a quanto avessero fatto le altre città italiote. Nella risposta dei reggini dunque risultava chiaro il fallimento della politica di Pericle in occidente.
In realtà la partecipazione delle due città del Bruzio agli avvenimenti che accompagnarono la prima spedizione degli ateniesi in Sicilia, si era risolta in una guerra reciproca, nella speranza che l'una potesse sopraffare l'altra. Dunque la vecchia inimicizia tra le due città rivali veniva adesso riaccesa dalla sopravvenuta circostanza dell'indebolimento dello stato crotoniate, per cui sia Locri che Reggio, desiderose di estendere la propria influenza sul mar Tirreno, ambivano a riacquistare Medma e Ipponio. Ma siccome Feace, al fine di far accostare i locresi alla pace di Nicia, si era adoperato perché Medma e Ipponio riconoscessero la signoria di Locri, i reggini ben a ragione mutarono condotta nella seconda spedizione ateniese, giacché gli ateniesi stessi avevano dimostrato di non avere alcun interesse di favorire Reggio nel suo piano di espansione territoriale ai danni di Locri. E come dimostrano i fatti i reggini non avevano torto; infatti, grazie alla loro neutralità, non patirono nulla per la grande disfatta ateniese presso la baia di Egospotami.
Così nel 416 a.C. per tentare la conquista della Sicilia, Atene radunò a Reggio un'armata imponente di 134 triremi con un equipaggio di 25.000 uomini oltre alle 6.400 truppe da sbarco. La flotta partì nel 415 a.C. e fu radunata a Reggio, quindi nell'inverno dello stesso anno con l'arrivo di ulteriori rinforzi partì l'esercito e la flotta ateniese che nel 414 a.C. assediò Siracusa.

### La guerra con Siracusa
Quando Dionisio salì al potere di Siracusa, i reggini furono inevitabilmente spinti a prendere posizione contro di lui, del quale non avevano tardato a scorgere le mire ambiziose, tendenti all'assoluto dominio dello Stretto. la loro politica estera non poteva dunque essere diversa da quella seguita da Anassila. Tanto più che per Dionisio, il possesso dello Stretto era una necessità per inibire il passaggio ai cartaginesi.
Nella lotta contro Siracusa, Reggio cercò di avere Messina dalla sua parte, e perciò tentava di ostacolare le mosse della fazione siracusana esistente in tale città. Tuttavia, quando Dionisio si trovò assediato dai cartaginesi ad Ortigia nel 399 a.C., Reggio e Messina riuscirono ad intervenire unite in favore dei ribelli siracusani contro il tiranno. Ma pur se Reggio raccolse un grosso contingente di 6.000 fanti, 600 cavalieri e 50 navi, nemmeno unita alle forze di Messina riuscì ad avere la meglio. Dionisio riuscì quindi a liberarsi e a preparare la rivincita contro i cartaginesi e, pensando che gli sarebbe stata di grande giovamento l'amicizia delle due città dello Stretto, volle proporre loro un'alleanza. Ma se riuscì a farsi amica Messina, Reggio aveva intuito le mire espansionistiche del siracusano e gli rimase sempre ostile, tanto che si rifiutò di concedere in sposa al tiranno una nobile fanciulla reggina, offrendogli invece la figlia del boia, schiavo di stato. Inoltre nel 399 a.C. la "Democrazia Calcidese" di Reggio rifiutando l'alleanza siracusana ne ospitò gli esuli Eloride e Fitone.
Tuttavia Reggio, che rifiutò l'alleanza, non mostrò alcuna intenzione di favorire Cartagine e nella grande contesa mantenne la più assoluta neutralità. Ma Dionisio, anche dopo la potente vittoria dei cartaginesi, rimase sempre diffidente dell'ostile Reggio e, temendo che essa potesse allearsi, da un momento all'altro, con la rivale Cartagine, vedeva la necessità impellente di impadronirsi dello Stretto.
L'occasione gli si presentò quando Reggio aderì alla lega Italiota (o lega achea), stretta dagli stati italioti contro la crescente potenza dei Lucani. Siccome alla lega non aderiva Locri Epizefiri, Dionisio pensò di prendere posizione contraria a tale coalizione, così nel 394 a.C. cominciò con lo stabilire una colonia militare a Messina. Reggio, che aveva tutti gli interessi di impedire che Messina venisse in mano a Siracusa, dopo aver fatto le sue proteste nel 393 a.C. inviò contro la città siciliana un esercito per cingerla d'assedio. L'attacco non andò a buon fine come non ebbe successo il contrattacco notturno di Dionigi verso le mura di Reggio ben difese da Eloride. In effetti, secondo quanto tramandano gli storici antichi, Reggio disponeva di mura difensive possenti che impedivano agli attacchi siciliani di aver ragione sulla città.
Nel 390 a.C. il signore di Siracusa tornò a Reggio portando una flotta di 120 navi lungo la costa dello Stretto. Anche questa volta, sia per l'intervento della lega Italiota, con Crotone che mandò 60 navi, sia per il valore dei reggini ed il sopraggiungere di una violenta tempesta, Dionisio rimase sconfitto e dovette riparare a Messina.
Tuttavia Dionisio non desisteva dalla sua idea e credette opportuno allearsi con i Lucani, la cui potenza era sempre minacciosa per gli stati italioti della lega Achea. Egli pensava che mediante tale alleanza avrebbe potuto assalire Reggio al momento opportuno, quando gli altri membri della lega fossero impossibilitati ad aiutare Reggio, impegnati in un'eventuale lotta contro i Lucani. La guerra scoppiata fra i Lucani e i Turini sembrava essere l'occasione propizia, ma finì in maniera contraria alle sue aspettative, a causa di un malinteso dello stesso fratello Leptine, troppo conciliante con i Greci e fautore della pace fra essi ed i Lucani.
Dionisio cercò un'altra via: nella primavera del 388 a.C. con un grosso contingente di navi e soldati approdò a Messina e di là, mirando a isolare Reggio, assalì Caulonia, sconfitta prima che gli alleati italioti avessero potuto darle aiuto. Dopo avere sconfitto un esercito sporadicamente raccolto dai crotoniati, si recò ad aggredire Reggio, la quale, colta alla sprovvista, trattò una pace che gli fu apparentemente concessa.
Dopo il trattato, Dionisio ricondusse l'esercito nello Stretto e continuamente faceva richieste di vettovaglie a Reggio per pagare tutti gli impegni di pace. Quando l'anno dopo (387 a.C.), i reggini si ritrovarono impoveriti dalle continue richieste e dovettero dargli un rifiuto, Dionisio trovò in ciò la causa per attaccarli dando prova di grande slealtà, ruppe la tregua e si scagliò contro Reggio con violenza feroce. Questa volta non vi era possibilità di salvezza. Eroica e disperata fu la resistenza dei reggini, che per 11 mesi gli vietarono di aprire una sola breccia nelle mura. Ma la fame e lo squallore pervasero la cittadinanza, cui non rimase che la resa a discrezione, mentre il generale Fitone che aveva comandato la resistenza venne ucciso.
Così nel 386 a.C. cadeva Reggio e gli antichi segnalavano l'avvenimento ricordando che era stata espugnata la fiorente città italiota patria di tanti uomini illustri. Secondo gli storici la città non fu distrutta, ma incorporata nel dominio di Siracusa, sembra infatti che a Reggio Dionisio abbia avuto per sé una sontuosa abitazione.
Le possenti mura di Reggio furono però rifortificate sotto il controllo del figlio Dionisio II, il quale cambiò il nome della città dandole il nome di Febea (consacrata ad Apollo). La città comunque riuscì a liberarsi dal suo dominio nel 351 a.C. riprendendo il nome originario di Rhegion.

## Periodo romano

### La città confederata alleata di Roma e la via Popilia
Nel 351 a.C. per contrastare le incursioni dei bruzi, Reggio chiede aiuto a Roma, la città così riesce a mantenere la propria indipendenza. Dieci anni dopo diviene città confederata ed è alleata della stessa Roma contro Pirro nel 282 a.C., durante le guerre pirriche e nelle successive guerre, essendo "socia navalis". Infatti nel 212 a.C., anno in cui Cartagine vinceva su tutti i fronti, Annibale aveva conquistato quasi tutto il meridione italiano tranne Reggio e Taranto, gli unici porti adatti a ricevere rinforzi consistenti.

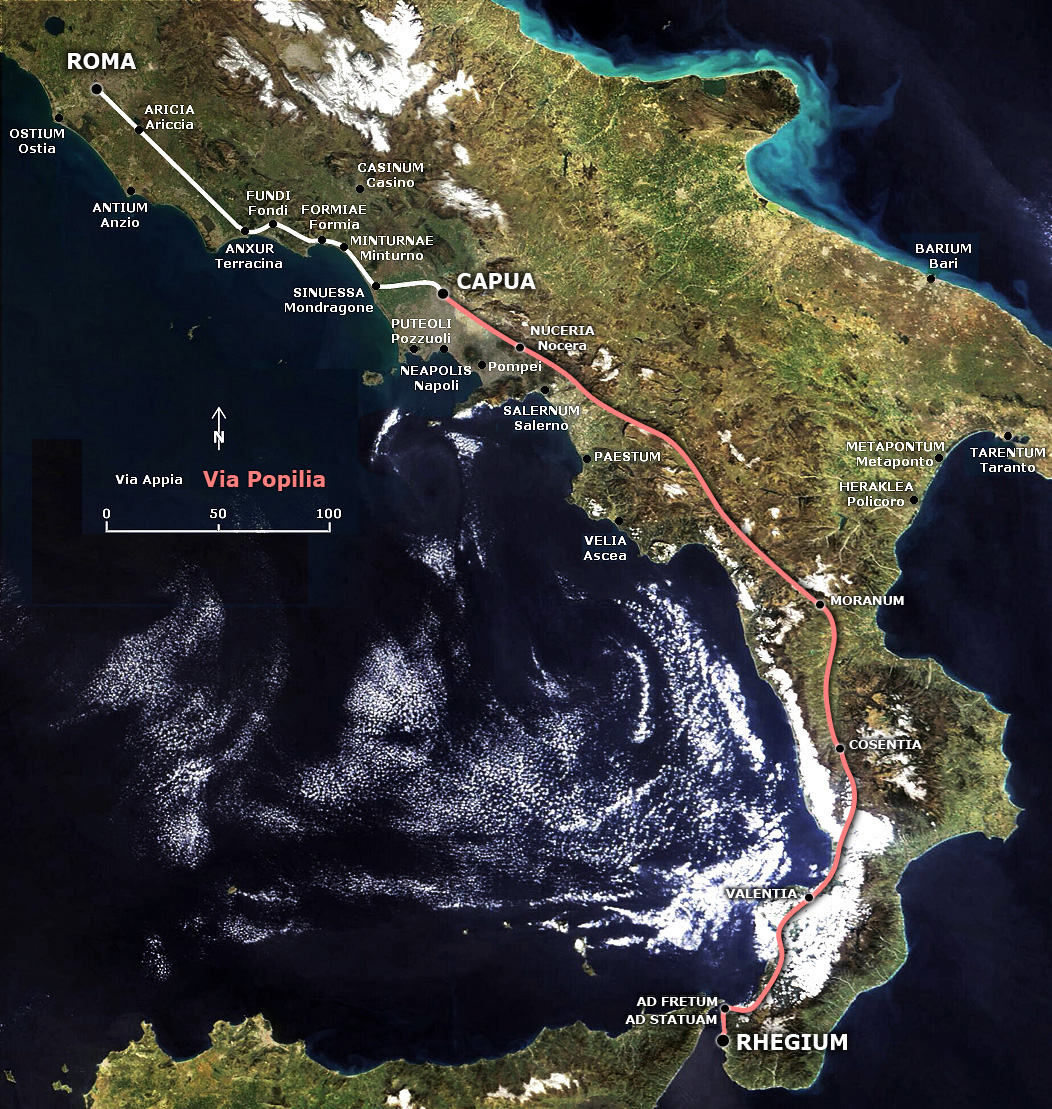
La Via Popilia, che andava da Reggio a Capua, permetteva i collegamenti tra Roma e Reggio con il suo importante porto.

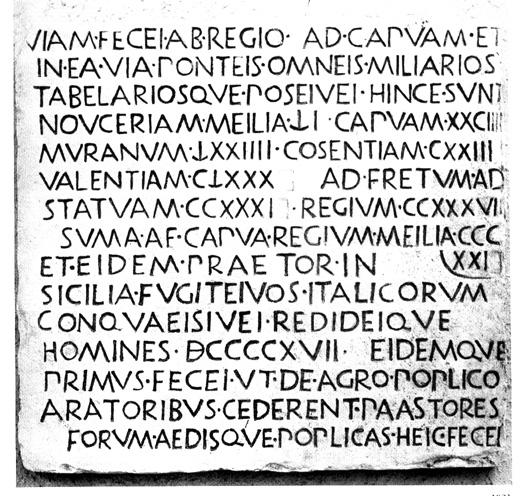
Il "Cippo di Polla" con le stazioni della Via Popilia.

I collegamenti via terra con Roma erano assicurati dalla Via Popilia, che portava da Reggio fino a Capua, e da lì la Via Appia conduceva fino a Roma. Nel 132 a.C. infatti la magistratura romana decretò la costruzione di una strada che congiungesse stabilmente Roma con la Civitas foederata Regium, estrema punta della penisola italica. L'opera fu iniziata dal console Lucio Popillio Lena e fu poi portata a termine dal pretore Tito Annio Rufo (motivo per cui fu chiamata anche via Annia oltre che via Popilia). I centri principali indicati sul "cippo di Polla" erano dunque: Capua, Nuceria, Moranum, Cosentia, Valentia, ad fretum ad statuam e Rhegium.
Nel 90 a.C. divampa la cosiddetta Guerra sociale, nella quale gli alleati italici si schierano contro Roma, e Reggio è l'unica città del Bruzio toccata dalle operazioni militari: Marco Lamponio, Tiberio Clepirio e Ponzio Telesino a capo dell'esercito italico cercano di conquistarla per farne base ideale per l'invasione della vicina Sicilia, ma il proprio pretore dell'isola Caio Norbano la soccorre, e a lui per riconoscenza la città dedica una statua di cui si rinviene la base iscritta.

### Prosperoso municipio dell'impero romano
Nell'89 a.C., terminato il bellum sociale, Reggio diviene municipium romano, e in particolare municipium cum suffragio, conservando cioè la libertà di governarsi con leggi proprie, e di parlare la lingua greca, come premio alla sua fedeltà a Roma.
In età augustea prese il nome Regium Julium (Reggio Giulia), probabilmente in onore di Giulio Cesare Ottaviano che la popolò con la sua Gens Iulia. Allo stesso Ottaviano divenuto imperatore Augusto i Reggini dedicarono una statua, di cui si rinvenne nel 1920 la base con l'iscrizione "AUGUSTI". La città comincia quindi ad avviarsi verso una lenta romanizzazione della lingua e dei costumi, si afferma il concetto di stato unitario tipico della Roma repubblicana ed imperiale, quindi Reggio inizia a perdere autonomia istituzionale. La città è dotata di Boulè, Eiskletos, Ailia, il pritanee è riportato su tutti gli atti pubblici. In questo periodo le case di Rhegium sono servite da acquedotti che attingono dalla fiumara dell'Annunziata e nei pressi di via Reggio Campi; tra i tanti, una grande cisterna ellittica fu rinvenuta in via Acri.
La lenta latinizzazione della città permetteva di mantenere il greco, che veniva utilizzato dal ceto dirigente e dai mercanti che intrattenevano rapporti commerciali con l'Africa, l'Egitto e le coste dell'Asia minore; di queste assidue frequentazioni con l'oriente ne è testimonianza l'architrave marmoreo con iscrizione latina del tempio di Iside e Serapide (divinità egizie) risalente al I secolo a.C.
Regium Julium fu amministrata (secondo le testimonianze del II secolo d.C.) dai quadrumviri quinquennali con amministrazione di giustizia ed edilicia potestas, e per tutta l'età imperiale, nonostante i numerosi terremoti, fu tra le più importanti città dell'Italia meridionale. Mantenne a lungo la lingua e le tradizioni greche.
Nel IV secolo Reggio fu dunque designata residenza del governatore (corrector) della provincia di Lucania et Bruttii (succeduta alla Regio III), e in tale periodo sorsero numerosi edifici romani, tra cui il Pritaneo e il tempio di Apollo Maggiore (del quale si ignora oggi l'ubicazione), resti di un grande Ninfeo furono ritrovati nei pressi della stazione Lido e di terme a Piazza Italia. L'abbondanza di acqua permise la costruzione di impianti termali pubblici e privati lungo il mare e all'estremità del Lungomare, indizio di civiltà raffinata e centro di vita mondana, attestata da un'iscrizione del 374 d.C., rinvenuta nel 1912 dove oggi sorge la Banca d'Italia, tra il corso Garibaldi e la via Palamolla che narra come il governatore Ponzio Attico fece ricostruire le terme pubbliche dopo il terremoto del 305 d.C. e restaurare il vicino palazzo del tribunale.

### Inizio del Cristianesimo e caduta dell'Impero romano
(San Paolo, Ap 28, 13)
La città fu tra le prime della penisola ad essere influenzata dal Cristianesimo, come è attestato negli Atti degli Apostoli (XXVIII, 13), infatti san Paolo nel suo terzo viaggio che lo condusse da Malta a Roma, nel 61 fece tappa a Reggio.
Punto obbligato di passaggio verso la Sicilia, Regium Julium fu saccheggiata e distrutta da Alarico nel 410 e, per la sua posizione, divenne dopo la caduta dell'Impero romano d'Occidente, uno dei principali obiettivi degli eserciti che invasero l'Italia.

## Medioevo

### Invasioni barbariche e Impero romano d'oriente

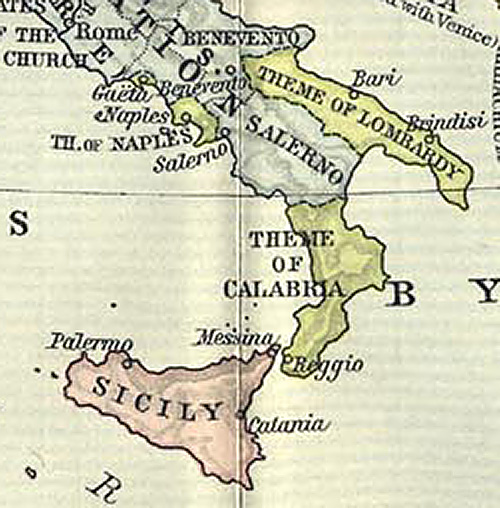
Thema di Calabria intorno alla metà dell'VIII secolo.

Caduto l'Impero romano d'Occidente, durante il periodo delle invasioni barbariche Reggio fu minacciata numerose volte, dopo il saccheggio dei Visigoti di Alarico nel 410 seguì la guerra greco-gotica con l'assedio da parte degli Ostrogoti di Totila nel 549.
Sotto l'imperatore bizantino Giustiniano la città fu ripresa nel 536 dalle truppe guidate da Belisario, Reggio quindi fu provvista di mura e fortificazioni che, dato il lungo periodo di benessere dato dall'impero romano non erano più state ritenute importanti sino ad allora. Per più di cinque secoli la città giocò un ruolo molto importante nell'impero di Costantinopoli, durante il quale rifiorì culturalmente e politicamente divenendo nel VI secolo capoluogo del Bruzio.
Con il nuovo benessere economico sotto l'imperatore d'oriente Basilio I, la sua sede vescovile fu elevata a metropoli dei possessi bizantini dell'Italia meridionale, il che le permise di diventare il nucleo principale della Chiesa greca meridionale, meta di un continuo afflusso di monaci basiliani, i quali favorirono la massiccia presenza di conventi e luoghi di culto nel territorio reggino; ne sono oggi alcune testimonianze la Chiesa degli Ottimati (vicino al Castello Aragonese), la struttura antica della Cattolica dei Greci (in via Aschenez) che di fatto era la cattedrale originaria di rito greco bizantino, la Cattolica di Stilo ed altre ancora.
All'inizio del 901 Reggio fu conquistata dagli Arabi capeggiati da Abû el'-Abbâs, che massacrarono gli abitanti e uccisero il vescovo.
Nel 909 la città fu nuovamente ripresa dai Bizantini che ne fecero il centro amministrativo dell'Italia meridionale con il titolo di capitale del Ducato di Calabria e Reggio divenne di nuovo florida e popolosissima.
In questo periodo Costantinopoli decise di spostare dalla Siria (in costante minaccia) a Reggio la coltivazione del gelso e l'allevamento dei bachi da seta, che si rivelerà poi importante per l'economia reggina e per tutto l'impero.
Per fronteggiare al meglio la minaccia araba, intorno al 1000 i Bizantini ampliarono il castello cittadino (la cui costruzione risale in ogni modo ad un'età più antica), e fecero erigere varie fortificazioni nell'entroterra della città, edificando alcuni kastra (che più avanti dai Normanni saranno chiamati motte), di cui ricordiamo i quattro principali di San Niceto, Sant'Agata, Calanna e Cenisio.

### La conquista normanna e i tre assedi della città

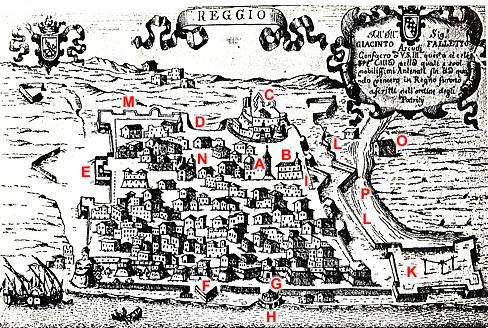
Una descrizione sommaria di Reggio in un'antica incisione, sono indicate le porte della città, le fortificazioni e le principali chiese:
A: Chiesa Madre - B: Vescovato - C: Castello - D: - Porta Falsa - E: Porta Mesa - F: Porta Amalfitana - G: Porta della Marina o Porta Dogana - H: Fontana Nuova - I: Porta San Filippo - K: CastelNuovo - L: Trincere - M: Baluardi - N: La Cattolica - O: Molini - P: Fiume Calopinace

Nel 1039 Guaimario IV, principe di Salerno e alleato bizantino, mandò i cavalieri normanni guidati da Guglielmo d'Altavilla a Reggio. Qui si unirono all'esercito del Capatano d'Italia Giorgio Maniace, composto anche da truppe italiane e longobarde che salparono da Reggio e conquistarono una dozzina di città siciliane riprendendo anche Siracusa.
Nel 1050, il Papa decise di estendere il proprio potere temporale sui possedimenti meridionali dei bizantini, latinizzando quelle terre e scacciare i Bizantini. Per conseguire il proprio obiettivo si avvalse dei cavalieri normanni, Ruggero, Roberto e Guglielmo che iniziarono una campagna d'espansione tesa ad invadere la Calabria, inizialmente senza successo.
Successivamente Roberto con il fratello Ruggero iniziò quindi a progettare dal 1056 un sistematico piano di conquista della regione. Conquistò Catanzaro e nel 1059 mise a ferro e a fuoco la provincia reggina, giungendo per poco ad assediare la città di Reggio, ma senza alcun successo, essendo salda roccaforte bizantina che l'Impero non avrebbe ceduto, se non a caro prezzo.
Nel 1059 il Guiscardo, riunitosi al fratello Ruggero, tornò una seconda volta in Calabria lanciandosi deciso alla conquista di Reggio, assediando la città che aveva trasferito entro la cinta muraria tutte le provviste della provincia, lasciando l'esercito invasore nell'impossibilità di cingere con vigore l'assedio e, al contempo, attaccare la città fortificata.
La tattica scelta dai Bizantini si rivelò estremante efficace, tanto perché i cavalieri normanni erano costretti a spingersi fino a Gerace, circa 100 km da Reggio, per ottenere un ben magro bottino di viveri, sia perché avanzando l'inverno era necessario preservare le guarnigioni assedianti con la costruzione di accampamenti, cosicché le truppe normanne dovettero abbandonare l'assedio e indietregiare per stabilirsi a Maida nei pressi di Catanzaro.
Durante l'assedio si erano peraltro acuite le frizioni tra i due fratelli, Roberto e Ruggero, nella suddivisione delle terre conquistate e quando Ruggero dovette partire per sedare alcune insurrezioni in Puglia, la frattura era sotto gli occhi di tutti e presto giunse all'orecchio dei Calabresi.
Nella primavera del 1060, i Bizantini, appreso della divisione dei due comandanti e della partenza di Ruggero per le Puglie decisero di sfruttare il momento per rovesciare le sorti dell'invasione normanna, attaccando Nicastro, saldo presidio normanno, dove riuscirono ad uccidere quaranta uomini.
L'effetto ottenuto tuttavia fu di ricompattare il fronte normanno e di pacificare i dissidi tra i fratelli che strinserò dei patti per la spartizione delle terre di Calabria. Particolarmente dura fu la reazione normanna al tentativo dei vescovi di Cassano e Gerace di scacciarli, Ruggero rientrò in Calabria per arginare le insurrezioni, venne ripreso con la forza il castello di Mileto e cinta d'assedio Oppido.
Decisiva fu la battaglia presso il castello di San Martino, dove le forze bizantine sferrarono un vigoroso e duraturo assalto alla fortezza normanna. Ruggiero appresa la notizia lasciò l'assedio di Oppido e vi si recò prontamente rovesciando in favore dei difensori l'aspra battaglia, da cui ottenne tutto quanto abbandonato dalle forze attaccanti. Nel frattempo Roberto si era recato in Puglia, ma di li a poco sarebbe ritornato con un poderoso esercito per cingere definitivamente d'assedio Reggio e conquistare la città.
Nell'estate del '60 le forze normanne si scagliarono in numero e forze amplissimi sulle mura cittadine con l'ambizione stavolta di riportare un successo. Le manovre del Giuscardo questa volta furono premiate, l'assedio riuscì prontamente ad instaurarsi, impedendo ai bizantini di raccogliere sufficiente provviste entro la cinta muraria. Ciononostante la battaglia fu lunga ed estenuante per entrambe le parti e la città cedette ai normanni, decidendo di stabilire un patto solo una volte esauriti tutti i viveri e vistasi le mura con diverse brecce che permettevano alle forze assedianti scorribande libere nella città.
Il patto prevedeva che i più importanti funzionari bizantini e tutti coloro volevano restare fedeli a Costantinopoli, potessero andarsene indenni dalla città e recarsi a Squillace, ultima città rimasta nel dominio bizantino.
Il patto fu rispettato di buon grado dal Guiscardo, che decise di battere una moneta d'argento col nome di ducato, in onore alla proclamazione del Ducato di Calabria. Tuttavia, il fratello Ruggero, insoddisfatto delle conquiste e dei patti decise di conquistare anche l'ultimo baluardo bizantino, Squillace, violando gli accordi stabiliti. La città resistette fino alla capitolazione, obbligata dalla pervicacia degli eserciti normanni, ma i Reggini in esilio, alla luce dello scarso valore della parola data dagli invasori, pur di non cadere nelle mani dei normanni, salparono dal porto di Squillace in direzione di Costantinopoli.

### Periodo normanno
Con la presa di Reggio l'intera Calabria era sotto il dominio di Roberto il Guiscardo, Duca di Calabria, mentre il fratello Ruggero aveva il controllo della sola Mileto, cosa che riaccese le forti contese tra i due, al punto da spingere Ruggero a dare un ultimatum al fratello sulle proprie pretese. In risposta il fratello assediò Mileto, ma Ruggero riuscì ad ottenere segretamente la fuga verso Gerace, sfidando apertamente l'autorità del Guiscardo, che decise di introdursi segretamente, grazie all'appogio di un Basileo nella cittadina reggina. L'iniziativa, tuttavia gli si ritorse contro, e fu catturato dai cittadini ribelli e fu necessario l'intervento del fratello Ruggero per evitare che venisse ucciso come accadde al Basileo.
Da quel momento il Guiscardo si ritirò a Reggio e si dedicò al restaurò della città, la fortificò e ne dispose l'espansione della cinta muraria rendendola prosperosa sede del giustizierato di Calabria (senza infeudarla) e vi portò la sede vescovile, inserendo la città nell'orbita della Chiesa di Roma.
Reggio era fino a quel momento roccaforte del Rito greco ed ospitava diverse chiese ortodosse, alcune ancora oggi esistenti, come la chiesa degli Ottimati e la cattedrale ortodossa Santa Maria della Cattolica dei Greci, sede del protopapa, che con il prevalere del rito latino divenne concattedrale. Risale infatti a quest'epoca l'istituzione del primo arcivescovato latino che pur lasciando sopravvivere la liturgia bizantina, impose la gerarchia cattolica.
La costruzione delle fortificazioni era strumentale ai progetti di invasione della sicilia che era in mano ai Saraceni in crisi per lotte intestine, in particolare nel 1070 due principi saraceni Belchamedus (Alī ibn Niʿma, più noto semplicemente come Ibn al-Ḥawwās - in arabo: ﺍﺑﻥ ﺍﻟﺤﻮﺍﺱ-, oppure come Belchamedus, secondo la definizione di Goffredo Malaterra), Qāʾid di Enna e Girgenti e Betameno (Ibn al-Thumna), Qāʾid di Catania e Siracusa, si combattevano violentemente in quanto Belchamedus, marito di una delle sorelle di Belchamedus, ubriaco taglio le vene della consorte che si salvo a stento trovando rifugio dal fratello a Siracusa che scacciò con la forza Betameno dai suoi domini. Il saraceno si rifugiò a Reggio chiedendo aiuto ai Normanni restando inascoltato.
Se il fronte orientale della Sicilia era debole, le autorità occidentali, l'Emiro di Palermo riuscivano ancora a esprimere un forte potere locale. Tuttavia, la posizione di prossimità tra Reggio e Messina favorì notevolmente le forze normanne che riuscirono a infiltrarsi tra la nobiltà messinese, alimentando il malcontento nei confronti dell'Emiro di Palermo, il quale rispose alle rivolte con l'impiccagioni dei partigiani normanni. Stanchi dei soprusi dei saraceni, quattro nobili cittadini Ansaldo da Patti, Niccola Camuglia, Giacomo Saccano e Mercurio Opizinga si recarono a Mileto per offrire a Ruggero la signoria di Messina.
L'atto compiuto dai messinesi sarà la scintilla che accenderà l'intera campagna di conquista normanna della sicilia. Reggio sarà il principale bastione normanno per supportare le truppe da sbarco su tutta l'isola fino al completo annientamento dei saraceni.
Successivamente per evitare futuri problemi bellici con i bizantini, nel 1081 Roberto attaccò Costantinopoli ma vi trovò la morte. Gli succedette il figlio Ruggero al quale passò l'amministrazione di Reggio che rimase capitale e sede del ducato di Calabria.
Nel 1088 il saraceno Bonavert (Ibn ‘Abbād) di Siracusa sbarcò a Reggio distruggendo il monastero di San Nicolò sulla Punta Calamizzi e la chiesa di San Giorgio danneggiando le effigi dei santi, ma Ruggero contrattaccò e inseguì Bonavert, lo uccise in battaglia e conquistò Siracusa. Per questa vittoria i reggini adottarono San Giorgio a loro protettore, si dice infatti che Ruggero sarebbe stato assistito dal Santo contro Bonavert.
Dopo qualche anno il duca Ruggero si unì a papa Urbano II nel convincere san Bruno ad accettare la cattedra vescovile di Reggio, nel 1090 i canonici della città elessero Bruno arcivescovo, ma più tardi egli declinò la mitria per amore della sua vocazione contemplativa e con il desiderio di ritrovare al più presto la solitudine.
Nel 1122 le ostilità nate tra Ruggero II conte di Sicilia e il cugino Guglielmo, nuovo duca di Calabria portarono ad uno scontro risolto solo con l'intervento di papa Callisto II, che nel 1121 riuscì a pacificare i due rivali facendoli giungere ad un accordo, secondo cui il conte di Sicilia avrebbe procurato al cugino uno squadrone di cavalieri con cui reprimere la rivolta di Giordano conte di Ariano. In cambio, Guglielmo abbandonò i propri possedimenti in Sicilia e Calabria. Ruggero II, già principe di Salerno, si recò quindi a Reggio e venne riconosciuto duca di Calabria e di Puglia, conte di Sicilia con dominio su Amalfi e Gaeta, su parte di Napoli, su Taranto, Capua e Abruzzi. Quando nel 1131 Ruggero II venne incoronato Re di Sicilia trasferì la sua sede da Reggio a Palermo, anche se Reggio rimase comunque capitale del Giustizierato di Calabria.

### Periodo angioino-aragonese
Dopo il dominio Normanno la città seguì le alterne vicende di Angioini e Aragonesi, rimanendo sempre e comunque capoluogo e centro principale dei territori calabresi. Nel 1267 passata sotto gli Angioini subì un peggioramento delle proprie condizioni economiche e sociali a causa della pressione fiscale e delle guerre degli Angioini. Durante i Vespri Siciliani del 1282 infatti Reggio si alleò con gli Aragonesi, tentando invano di liberarsi dal dominio angioino che la occupò ancora per più di un secolo.
Con il ritorno del dominio spagnolo però questa volta la situazione non fu migliore perché nel 1442 Alfonso il Magnanimo nel togliere la città agli Angioini decise di assegnarla come feudo al nobile Alfonso Cardona. Tale affronto della condizione feudale durò comunque poco, appena vent'anni attraversati da continui atti di ribellione di una città che mal sopportava la perdita della libertà e di una radicata tradizione di autogoverno. Nel 1462 infatti una rivolta popolare costrinse Antonio Cardona (figlio ed erede di Alfonso) a rifugiarsi a Messina. I sindaci reggini Nicola Geria e Giacomo Foti chiesero quindi la defenestrazione del Cardona e la reintegrazione della città nel demanio regio. Così nel 1465 Re Ferrante concesse - con l'assenso dello stesso Cardona che preferì tornarsene nelle sue terre dopo la traumatica esperienza reggina - la perpetua demanialità, la conferma dei privilegi municipali, l'indulto generale e particolari incentivi.
E dunque nella seconda metà del XV secolo la società reggina attraversò una fase di forte sviluppo tuttavia non durevole per l'instabilità del regno aragonese.

## Età moderna

### Il Cinquecento

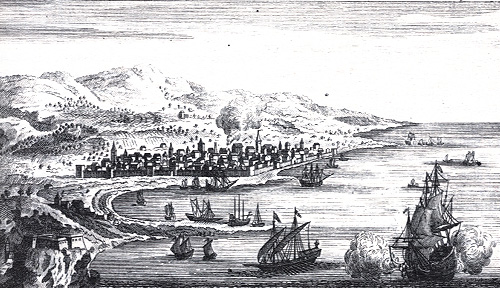
Reggio in un'incisione cinque-seicentesca.

Nel 1502, durante la guerra fra spagnoli e francesi, la città fu conquistata dal generale Consalvo di Cordova detto il Gran Capitano ed assoggettata a Ferdinando il Cattolico.
La dominazione spagnola inizialmente non produsse effetti particolarmente svantaggiosi, infatti il titolo di capoluogo della provincia della Calabria Ultra fece registrare nella prima metà del XVI secolo un buon andamento demografico e una considerevole ripresa economica.
La situazione però precipitò nella seconda metà del secolo, con l'avanzata degli Ottomani nel Mediterraneo e le incursioni dei pirati turchi.
Infatti la città fu saccheggiata nel  1512 dal famoso condottiero turco Khayr al-Dīn, più noto con il soprannome di Barbarossa; nel 1526 il turco attacca nuovamente Reggio, ma questa volta subisce lo scacco ed è costretto a rivolgere le sue mire altrove. Nel 1594 la città viene nuovamente saccheggiata da Scipione Sinan Cicala, un rinnegato convertitosi all'islam.
In quegli stessi anni la città, su iniziativa dell’arcivescovo Gaspare Ricciulli dal Fosso, illustre prelato di nobili origini, nato a Rogliano nella Calabria Citeriore l’anno 1500, frate dell’Ordine dei Minimi di San Francesco di Paola, dopo aver fondato con l’aiuto dei Domenicani il Seminario dei Chierici, promuoveva la realizzazione di un Collegio dei Gesuiti per l’educazione dei laici.
Figure fondamentali per la creazione della scuola erano il Regio Commissario Pirro Antonio Pansa, inquisitore che procurava i fondi e le autorizzazioni, e il padre Nicolò Bobadilla, che raccoglieva aiuti di varia natura e convinceva i notabili della città circa l’utilità dell’istituzione.
Il 2 febbraio 1564 nacque il Collegio gesuitico destinato agli insegnamenti di umanità, retorica, filosofia, nonché di primi elementi di scienze fisico-matematiche.
Nel frattempo, il 20 ottobre 1562, il centro urbano fu danneggiato da un evento sismico, che portò all'inabissarsi del promontorio di Punta Calamizzi sulla quale sorgeva il Monastero di San Nicola di Calamizzi. Pochi anni prima le autorità locali avevano operato la deviazione del greto del torrente Calopinace per poter edificare la struttura difensiva del Castelnuovo. La catastrofe privò la città del suo porto naturale, rappresentato dalla lingua di terra inabissatasi.
Oltre a mettere in crisi la produzione ed il commercio, le incursioni turche indebolirono politicamente la città, che per ragioni di sicurezza fu temporaneamente privata del capoluogo della Calabria Ultra.

### Il Seicento e il Settecento

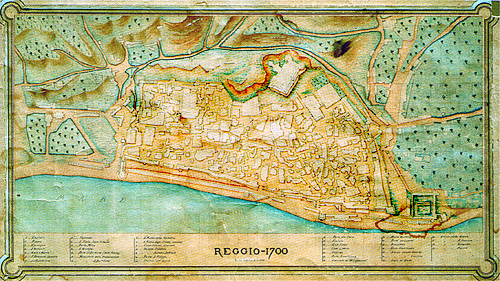
Mappa di Reggio nel XVIII secolo.

Nel XVII secolo tuttavia cominciò nella zona la coltivazione del bergamotto, agrume originatosi spontaneamente a Reggio, destinato a divenire insieme all'allevamento del baco da seta la principale attività produttiva nei secoli successivi.
Nel corso del Settecento, passata sotto il governo dei Borbone, la città attraversò un periodo di prosperità e notevole crescita demografica, grazie anche all'affermarsi dell'agricoltura incentrata sulle colture specializzate del "giardino mediterraneo" (agrumi, gelso, vite, lino e ortaggi).
Lo sviluppo agricolo fu favorito dall'assenza del latifondo e dalla diffusione della colonìa con le piccole proprietà contadine, che incrementarono l'allevamento dei bachi e la produzione della seta grezza nelle filande per il mercato dell'esportazione.
Ben inserita nei commerci internazionali, a Reggio fiorì anche l'industria della lavorazione dell'essenza del bergamotto (oggi DOP), che superò la produzione della seta destinata ad entrare in crisi verso la fine del secolo.

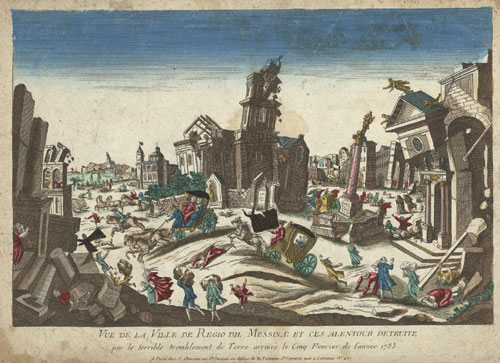
Il rovinoso terremoto del 1783.

#### La peste del 1743
Nel 1743 una grave epidemia di Peste coinvolse la città Reggio, in marzo una nave mercantile genovese proveniente dalla Grecia, capitanata da Jacopo Bosso, attraccò nella città di Messina per commerciare mercanzia, lana e grano.
Non appena si riscontrarono i primi casi, per arginare la diffusione del morbo la città peloritana fu chiusa e isolata dal resto del regno, l'equipaggio del vascello trasportato nel lazzaretto cittadino e la nave con tutte le merci data alle fiamme. Soltanto i nobili locali ebbero la possibilità, tramite salvacondotto reale, di lasciare la città per recarsi nelle loro terre.
Le misure adottate da Carlo III di Borbone non riuscirono tuttavia a preservare la Calabria dalla diffusione della piaga, in particolare il morbo si diffuse nel territorio calabro per mano di un marinaio di Fossa (odierna Villa san Giovanni) che era stato inviato a Messina da un laico conventuale di Reggio che intendeva approfittare della grave carestia che si era assommata alla peste nella città messinese.
Il marinaio ottenne diversi pezzi d'argento dai messinesi disperati e affamati, ma li ottenne a costo della vita sua e della sua famiglia, tornato a Fossa insieme ad un altro marinaio custodì inizialmente presso la propria casa l'argento ottenuto. Dopo pochi giorni morì insieme alla sua famiglia con le piaghe della peste nera.
Non appena il Prefetto di Catanzaro venne messo al corrente dell'accaduto adottò pesanti misure di contenimento della piaga, istituendo un cordone sanitario intorno a Fossa. Le autorità nel tentativo di stroncare la diffusione della pestilenza sul nascere diedero alle fiamme tutto l'abitato di Fossa, compresi tutti i beni degli abitanti che furono lasciati al loro destino senza nulla.
Tuttavia, durante la istituzione del cordone, il Laico di Reggio, appresa la notizia, prima che il cordone fosse istituito fece trasportare furtivamente da una Pizzocchera presso la città dello stretto il prezioso carico d'argento ottenuto dal marinaio morto. Sia la Pizzocchera che il Laico morirono di peste per la loro avidità, portando il morbo in città.
La diffusione fu devastante in città e comportò il conferimento di poteri speciali da parte del Re di Napoli al conte Maoni Irlandese, tenente generale degli eserciti del Re, letteralmente un potere illimitato sia su terra sia su mare, così da isolare la Calabria dal resto del Regno. La soluzione adottata fu di creare due linee di contenimento trasversali da oriente a occidente, così da bloccare la piaga a Reggio e provincia, la prima più stringente da Squillace a Sant'Eufemia ed un secondo cordone da Cetraro a Rossano.
La peste decimò la popolazione di Reggio e Messina, ma le misure ebbero successo e il morbo non riuscì a diffondersi nel resto del Regno dove erano state adottate prontamente misure sanitarie per far fronte all'eventuale diffusione. Le uniche conseguenze furono economiche, come a Crotone, la quale venne isolata da un cordone sanitario e dotata di un lazzaretto, pur non avendo casi di infezione.

#### Il devastante terremoto del 1783
Nel 1783 fu in parte distrutta dall'ennesimo terremoto, eventi traumatici che intaccarono la stabilità economica e incisero negativamente sull'andamento demografico. La città si riprese lentamente, fu ricostruita secondo il progetto proposto dall'ingegner Giambattista Mori, che fece riedificare gli edifici con criteri più razionali e tracciando strade orizzontali ed ortogonali.
(George Gissing, il romanziere inglese visitò la Città nel 1897)
Nel 1767 furono espulsi i Gesuiti dalla città e soppresso il loro Ordine per Regio Editto borbonico ed il Collegio fu riconvertito in scuola pubblica con insegnanti laici.
Le idee illuministe si diffusero anche negli ambienti culturali reggini, favorendo la nascita di una loggia massonica fondata da Giuseppe Logoteta, che però incise poco nel tessuto sociopolitico della città a causa dell'attività di prevenzione della polizia borbonica, tesa a stroncare sul nascere ogni velleità rivoluzionaria.

## Età contemporanea

### L'Ottocento e l'Unità d'Italia

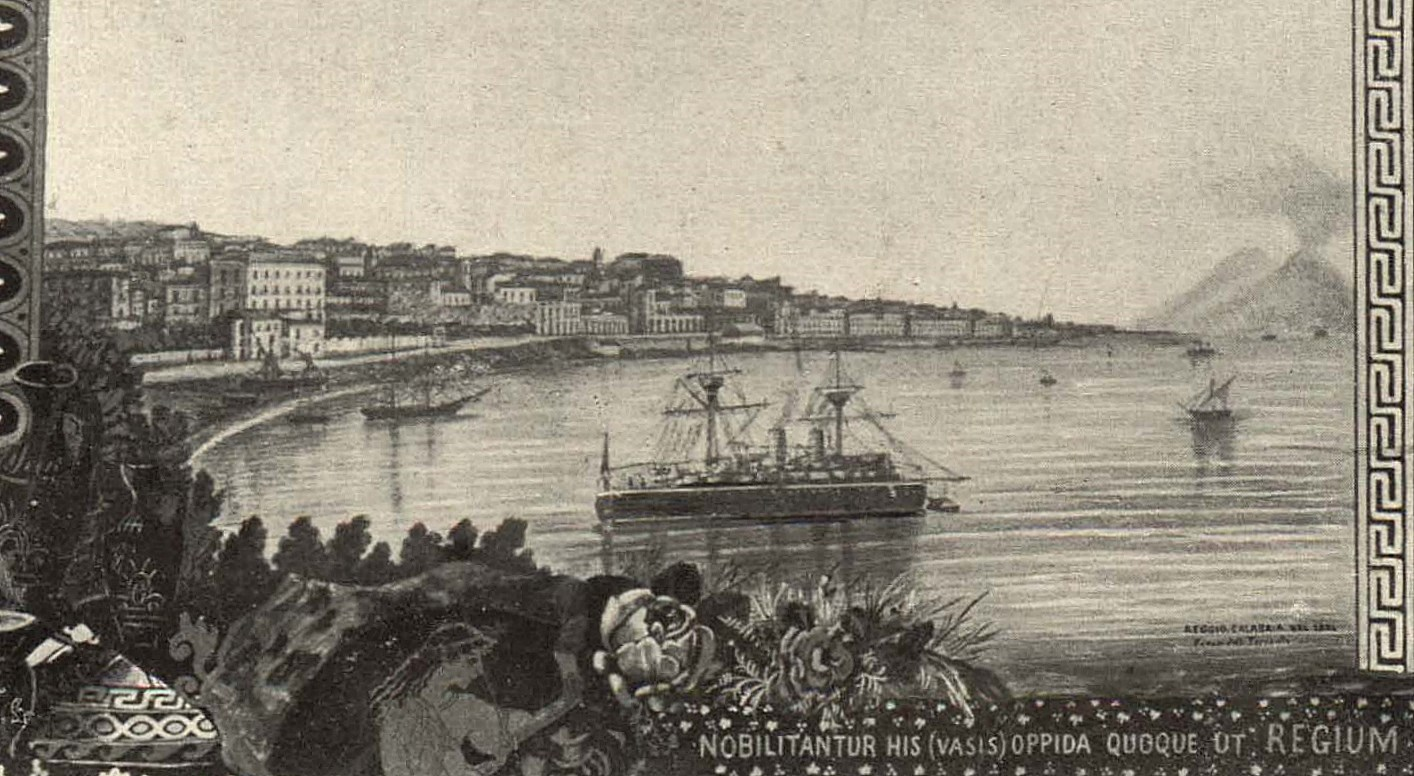
Una veduta ottocentesca di Reggio.

Nel 1801 la gestione del Collegio passò ai padri Basiliani dell’ex Monastero di San Nicola di Calamizzi, ma soltanto pochi anni più tardi, anche i Basiliani furono espulsi come i loro predecessori e il Collegio divenne ospedale militare.
Con la conquista dell'Italia da parte Napoleone Bonaparte, Reggio è stata assoggettata alla breve fase di governo di Giuseppe Bonaparte e successivamente di Gioacchino Murat. 

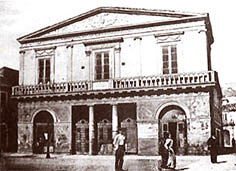
Il Real Teatro Borbonio

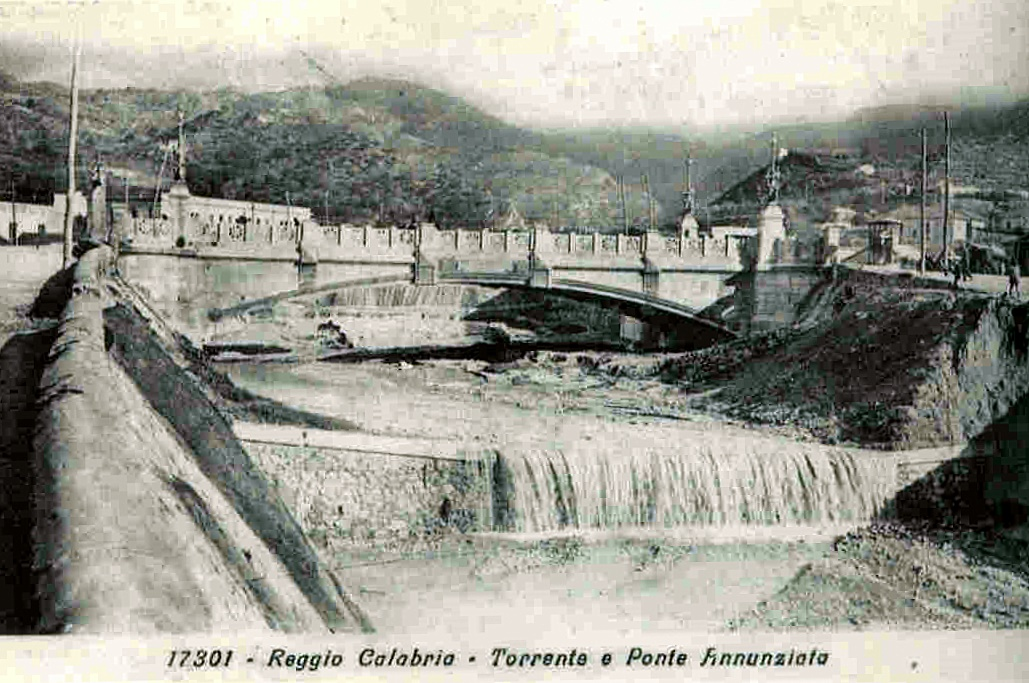
Il vecchio ponte dell'Annunziata

Durante quegli anni Reggio subì un rapido processo di modernizzazione che investì diversi ambiti cittadini:
- Si procedette alla realizzazione di importanti opere stradale quali i ponti sui torrenti Calopinace e Annunziata;
- fu introdotta l'illuminazione a petrolio del centro storico;
- Fu costruito il Real Teatro Borbonio;

In particolare, molta cura fu posta nelle istituzioni cittadine preposte all'istruzione della popolazione, il 16 luglio 1810 fu emanato il decreto regio n° 700 che trasformò il Collegio in scuola secondaria di prima classe e con successivo decreto n. 1146 del 29 novembre 1811 vennero individuati i gradi di insegnamento previsti: elementare, secondario e universitario.
Al contempo, con Regio Decreto n. 1632 del 18 febbraio 1813 si affiancava al Collegio l'istituzione del primo Liceo intitolato a Tommaso Campanella, dove insegnare "la facoltà delle belle lettere.".

#### Il 1810
La città era collocata al confine con il Regno di Sicilia, che ospitava i Borboni in esilio da Napoli e re Ferdinando IV, rappresentando dunque la porta d'ingresso per il continente e al contempo una piazzaforte fondamentale per le forze militari francesi.
All'inizio del 1810 la città diviene l'epicentro delle frizioni tra inglesi e francesi, la situazione che si presentava era di forte squilibrio militare in favore degli inglesi che disponevano della cittadella fortificata di Messina per la protezione della loro flotta e dalle forze di terra accampate presso Punta Faro, nelle alture messinesi.
Per contro, Reggio era protetta soltanto dalle mura cittadine e dal Castelnuovo, e inoltre la sua posizione eccentrica, molto vicina alla Sicilia e a Messina in particolare, la rendeva difficilmente raggiungibile in tempi rapidi da altre zone del continente.
Il 26 gennaio la flotta inglese decide di bombardare la città con una piccola flottiglia che causa 28 morti, ma l'evento che mette in forte allarme la corte murattiana avviene l'11 febbraio. Gli inglesi invasero la città e rasero al suolo il forte posto a difesa con un pesante bombardamento e successivamente, in Puglia, saccheggiarono Bisceglie dimostrando il loro predomino indiscriminato nel Mediterraneo.
In aprile il generale Oudinot fu elevato a Duca di Reggio.
Tuttavia, la spavalderia della flotta inglese e la perdita di ogni difesa sulla costa calabra rischiava di fornire agli inglesi una testa di ponte fondamentale per risalire la penisola fino a Napoli. Cosicché Giocchino Murat decise di invadere la Sicilia e riunificarla al Regno di Napoli.
Il 16 luglio Murat si recò a Reggio in visita per poi trasferirsi a Piale, altura nei pressi di Reggio (oggi territorio comunale di Villa San Giovanni), dove soggiornò per tre mesi e vi edificò alcune importanti strutture difensive, i forti dell'Altafiumara, Torre Cavallo e Piale funzionali alla difesa della costa dalle incursioni inglesi.
Tra il 22 e il 24 luglio si alternano diverse scaramucce tra la flotta inglese e alcune navi corsare napoletane sullo Stretto, tra Scilla e Messina.
Completata l'edificazione dei forti, tuttavia l'operazione militare non si concretizzò per diverse difficoltà politiche e militari, in particolare dall'altra sponda dello Stretto, sulle alture messinesi e la stessa città di Messina erano fortemente difese dalle forze fedeli ai Borboni e dagli alleati inglesi.

#### La Restaurazione e i moti risorgimentali.
Con la fine del Regno napoleonico, la città tornò ai Borbone che le riconobbero il ruolo di capoluogo di una nuova provincia calabrese, la Calabria Ulteriore Prima, nel neonato Regno delle Due Sicilie.

### L'unità d'Italia
Reggio fu teatro dei moti risorgimentali del 2 settembre 1847 e nel 1860, con la battaglia di Piazza Duomo, fu conquistata dai garibaldini entrando a far parte del Regno d'Italia.

### Il terremoto del 1908, la ricostruzione e la "Grande Reggio"
Il 28 dicembre 1908 la città fu nuovamente rasa al suolo da uno degli eventi più catastrofici del Novecento, un grave terremoto seguito da un devastante tsunami, che coinvolse, devastandola, anche Messina e che causò centinaia di migliaia di morti.
Reggio quindi fu nuovamente e prontamente ricostruita con molti edifici in stile liberty dagli innovativi criteri antisismici e divenne molto popolosa grazie all'immigrazione dalla provincia. Il piano di ricostruzione seguì le linee guida dettate dal progetto redatto dall'ingegnere De Nava.
Importante tappa del processo di ricostruzione fu l'approvazione da parte dello Stato centrale del Regio Decreto 18 giugno 1914, n. 700 "Riguardante l'istituzione di enti edilizi a Messina ed a Reggio Calabria, ed altre disposizioni dirette ad agevolare il risorgimento dei centri abitati distrutti dal terremoto del 28 dicembre 1908". I due enti avevano la finalità di "a) di provvedere alla gestione dei beni indicati nel seguente articolo, con tutti i diritti spettanti al Comune; b) di costruire le case degli impiegati dello Stato e le case economiche."
I nuovi piani di ricostruzione portarono ad espandere nettamente il nucleo abitativo cittadino superando i due principali confini naturali della città, le fiumare dell'Annunziata a nord e del Calopinace a sud. In direzione nord con la creazione del quartiere di Santa Caterina, e a sud con la nascita del rione popolare di Sbarre.
Altro aspetto centrale della ricostruzione interesso il centro storico, quest'ultimo era stato raso al suolo più che dal terremoto dal conseguente maremoto, cosicché si decise di creare un'ampia sezione libera nella zona a ridosso del mare, senza ricostruire la Real Palazzina, con la creazione di un giardino botanico aperto conosciuta come striscia botanica.

#### L'avvento del fascismo

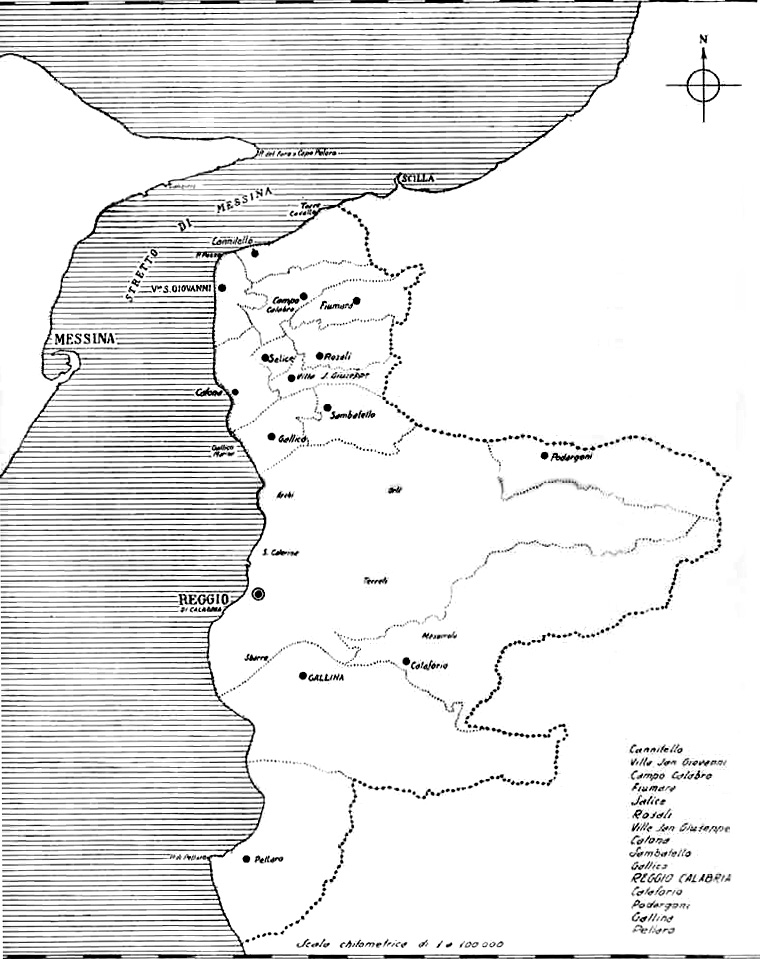
Mappa della "Grande Reggio" che inizialmente comprendeva anche Villa San Giovanni.

L'era della ricostruzione coincise con l'avvento del fascismo in Italia. La città si dimostrò inizialmente poco propensa al fascismo, infatti nel 1924 le forze antifasciste ottennero la maggioranza dei consensi alle elezioni politiche e nello stesso anno si svolse anche una manifestazione cittadina, determinata dalla notizia infondata delle dimissioni del governo Mussolini.
Ciononostante, in quegli anni la città allargò l'area del suo comune grazie al progetto della "Grande Reggio", la cui realizzazione fu voluta caparbiamente dal primo podestà reggino, Giuseppe Genoese Zerbi, che creò un'unica area urbana dalla fusione dei quattordici comuni limitrofi di Catona, Gallico, Ortì, Podàrgoni, Mosorrofa, Gallina, Pellaro, Cannitello, Villa San Giovanni, Campo Calabro e Fiumara (questi ultimi quattro in seguito staccatisi per costituire il comune di Villa San Giovanni). La popolazione urbana superò così la soglia dei 100.000 abitanti.
Inoltre la città divenne sede della Casa del Fascio, costruita a Piazza del Popolo, esempio di edificio razionalista, centro nevralgico all'epoca della vita politica cittadina, dotata di un podio che affaccia sulla piazza prospiciente, che nel 1939 ospitò un comizio di Mussolini:
«Camicie Nere, voi mi avete atteso per 16 anni dando prova di quella discrezione che è un segno distintivo dei popoli di antica civiltà quali voi siete. In questi 2 giorni io ho assaggiato la tempra di questo popolo. È una tempra di buon metallo, di un metallo col quale si fanno le vanghe e le spade, gli aratri e i moschetti. Per la vostra organizzazione, per il vostro stile, per il vostro ardore, voi siete in linea con tutte le province d'Italia. Venendo in questa terra si ha la certezza assoluta, attraverso le miriadi e miriadi dei vostri figli, la certezza assoluta della continuità nei secoli della nostra Patria. I popoli forti sono popoli fecondi, sono viceversa deboli i popoli sterili. Quando questi popoli saranno ridotti a un mucchio miserabile di vecchiardi, essi piegheranno senza fiato sotto la sferza di un giovane padrone. I vecchi governi avevano inventato, allo scopo di non risolverla mai, la cosiddetta questione meridionale. Non esistono questioni meridionali e questioni settentrionali, esistono questioni nazionali poiché la Nazione è una famiglia, e in questa famiglia non vi devono essere figli privilegiati e figli derelitti. Dopo il mio discorso agli squadristi a Roma, ben poco vi è da aggiungere. Noi non dimentichiamo, noi ci prepariamo, noi tentiamo da decenni e quindi siamo sempre pronti come è sicuro di un popolo che ha molte armi e tantissimi cuori. Sono passati più di 4 anni di prove aspre e di gravi sacrifici culminati però nella conquista dell'Impero, che è Impero di Popolo, che sarà difeso dal Popolo per terra, per mare e nel cielo contro chiunque. Popolo e Regime sono tutt'uno, Forze Armate e Popolo sono tutt'uno, e questo Popolo Italiano è pronto ad indossare lo zaino, poiché come tutti i popoli giovani non teme il combattimento ed è sicuro della vittoria.»
Diversi furono gli interventi di modernizzazione tra gli anni venti e trenta come la costruzione di nuovi quartieri e diverse strutture pubbliche quali la nuova Stazione Ferroviaria centrale, il Museo Nazionale della Magna Grecia e il Teatro Comunale Francesco Cilea.
La città era considerata militarmente strategica e dotata di diverse caserme ubicate nel territorio cittadino (Luigi Mezzacapo, Duca d'Aosta, Borrace e Cantaffio), il porto ospitava importanti cisterne di carburante ed era stata edificata nella parte sud della città una base area militare, dotata di pista di decollo e atterraggio, che ospitava un comando italiano e uno tedesco.
Tutte queste circostanze, comportarono durante la seconda guerra mondiale, un coinvolgimento diretto della città nei piani di liberazione portati aventi dagli alleati, nel maggio del 1943 fu ripetutamente bombardata dagli alleati angloamericani, ed il 3 settembre le truppe dell'ottava armata anglo-americana del generale Montgomery la occuparono, insediandovi una nuova amministrazione comunale della quale il primo sindaco fu il socialista Antonio Priolo (poi divenuto sottosegretario nei governi Parri e De Gasperi).

## Storia recente

### I primi anni repubblicani ed il problema del regionalismo
Le elezioni per l'assemblea costituente e quelle amministrative del 2 giugno 1946 videro prevalere la Democrazia Cristiana, che delineò la nuova fisionomia politica della città per lungo tempo prevalentemente cattolica e moderata.
In questo periodo, un considerevole fenomeno d'inurbamento portò la popolazione ad aumentare sensibilmente raggiungendo la quota di 165.882 abitanti (censimento del 1971).
Con l'avvento della Repubblica, uno dei pilastri portanti della Costituzione era rappresentato dalle regioni, enti locali di carattere intermedio che dovevano permettere per la prima volta una forma di decentramento rispetto al precursore modello statalista accentratore sotto il fascismo.
Sin dal finire degli anni' 40 si era posta tuttavia la questione di individuare la città che doveva essere designata capoluogo di regione, situazione che vedeva in contesa le tre principali città calabresi Catanzaro, Cosenza e Reggio Calabria, tutte portatrici di valide istanze.
Per far fronte alla scelta, fu affidato alla Commissione Affari Istituzionali della Camera dei Deputati di individuare la città capoluogo, dopo accurate indagini e con sopralluoghi nei territori delle candidate. La decisione finale fu espressa nella relazione "Donatini-Molinaroli" (dai nomi del presidente del comitato e dell'estensore del documento), che designò Catanzaro.
Il risultato della relazione fu aspramente osteggiato dai reggini, sia dalla popolazione che dai rappresentanti istituzionali, al punto tale da scatenare vivaci proteste di piazza che spinsero la classe politica ad interrompere momentaneamente il progetto istitutivo delle regioni (va tenuto presente che una difficoltà simile si era affacciata anche in Abruzzo con la contrapposizione di L'Aquila e Pescara.).
Tuttavia, l'accantonamento della proposta "Donatini-Molinaroli" portò all'opposto Catanzaro a una forte protesta proclamata dal 25 al 28 gennaio 1950 soprannominata le quattro giornate di Catanzaro. Le manifestazioni nacquero con uno sciopero generale che paralizzò la cittadina, con diversi comitati, comizi e cortei che discussero della decisione.
Ben presto la protesta scemò dato l'arrestarsi del progetto istitutivo delle regioni, ma si trattava soltanto di un rinvio che esplose con maggiore violenza negli anni '70 a Reggio.

### Gli anni '70 , la nascita delle regioni e i cosiddetti "Fatti di Reggio"
Il 7 e 8 giugno 1970 si tennero le prime elezioni regionali nelle regioni a statuto ordinario. In seguito ad i risultati elettorali era necessario procedere alla designazione dei capoluoghi di regione, decisione rinviata per diversi problemi negli anni' 50.
Già in precedenza vi era stata una forte contrapposizione tra Catanzaro e Reggio per la designazione a capoluogo di regione.
Nonostante Catanzaro fosse stata indicata come Capoluogo della Regione Calabria già nel 1949 dal comitato d’indagine sul capoluogo calabrese, poiché era da molti secoli espressione del potere giudiziario statale, essendo sede di Corte d'Appello, e burocratica, per via della presenza della maggior parte degli uffici decentrati dallo Stato, nonché geograficamente centrale nella regione, in città vi era una forte aspettativa sulla investitura.
L'istituzione ufficiale della regione Calabria nel 1970 vide quindi la conferma della designazione di Catanzaro come Capoluogo di Regione e questa scelta provocò la rivolta dei reggini soprannominata "Moti di Reggio" (luglio 1970 - aprile 1971), durante i quali i cittadini protestarono duramente contro la decisione governativa sulla designazione del capoluogo.
Vennero create barricate lungo le principali vie cittadine e la protesta venne repressa dalle forze di polizia, e a fronte del degenerare delle manifestazioni in vera e propria guerriglia urbana, con l'invio dei carri armati e dei militari. La protesta era capeggiata dal sindaco democristiano Pietro Battaglia e dal leader della rivolta Ciccio Franco, il quale utilizzò in tale occasione lo slogan "Boia chi molla" (di dannunziana memoria). La rivolta ebbe anche dei lati singolari: proprio per sottolineare il totale disprezzo per il governo in carica, i cittadini  si autoproclamarono Repubblica di Sbarre Centrali, Granducato di Santa Caterina.
Nei mesi seguenti i moti furono duramente repressi dal massiccio intervento di carabinieri, polizia e reparti dell'esercito italiano, con un bilancio complessivo di 5 morti (in circostanze tuttora non del tutto chiare), centinaia di feriti e migliaia di arresti.
La rivolta si esaurì anche a seguito di alcune scelte di compromesso politico da parte del Governo italiano: la città è oggi sede del Consiglio regionale della Calabria. Altre promesse del Governo, tra cui la costruzione di nuovi impianti per il rilancio industriale e commerciale infatti non furono mai attuate, rivelandosi quindi secondo l'opinione pubblica mere promesse di circostanza.
Ai moti reggini seguì un periodo di grande difficoltà economica, politica e sociale, e con il passare degli anni la città cadde in un profondo stato di torpore, di appiattimento sociale e culturale (alcuni dei problemi principali furono il degrado urbano, l'abusivismo edilizio, le guerre di 'ndrangheta e le tante opere incompiute).
Molte promesse governative di sviluppo non furono mantenute, come il mancato decollo dei poli industriali di Saline Joniche e di Gioia Tauro, e vi fu una forte crisi delle attività agricole tradizionali e l'intensificarsi del flusso migratorio, soprattutto giovanile, in direzione delle regioni del Centro-Nord.

### Anni '80 e '90, la "Primavera di Reggio"
Verso la fine degli anni '80 ha inizio una timida ripresa della città grazie ad alcuni importanti interventi del governo centrale e del sindaco Italo Falcomatà, il quale, con straordinaria forza d'animo e l'esortazione a "re-innamorarsi di Reggio", riempì gli animi dei cittadini, dando vita ad un periodo di rinascita, avviato con il completamento di diverse opere rimaste incompiute, la lotta al degrado urbano ed alla criminalità e la creazione di infrastrutture necessarie allo sviluppo del settore turistico.
Il governo centrale approvò in favore della città il cosiddetto Decreto Reggio, che prevedeva degli importanti stanziamenti di fondi per Interventi urgenti per il risanamento e lo sviluppo della città di Reggio Calabria.
Nel 1982 l'Università degli studi di Reggio Calabria (nata nel 1968) diventa università statale, ed oggi prende il nome di Università degli Studi (poi Università "Mediterranea") di Reggio Calabria; sulle colline di Feo di Vito, a ridosso della città, è stata edificata la Cittadella Universitaria che accoglie tutte le strutture didattiche ad amministrative.
Il processo avviato da Italo Falcomatà sul finire degli anni '80, porterà negli anni novanta, sempre sotto la sua guida, la città a una ripresa socio-culturale. In particolare sono portati a termine i lavori (fermi da più di venti anni) sul lungomare, ammirato e decantato da Gabriele D'Annunzio come "il più bel chilometro d'Italia", che è stato intitolato proprio al sindaco Falcomatà (sostituendo la precedente intitolazione a Giacomo Matteotti) dopo la sua prematura scomparsa, avvenuta mentre ancora ricopriva il ruolo di primo cittadino.

### Dagli Anni 2000 a oggi
Purtroppo la cosiddetta primavera di Reggio si è esaurita con l'inizio del nuovo secolo, nonostante il primo decennio abbia visto la nascita di una prima embrionale industria turistica sotto la guida del sindaco Giuseppe Scopelliti; la città, sempre più asfissiata dalla criminalità organizzata, ha attraversato negli anni 2010-2020 uno dei suoi periodi più bui, i cui emblemi negativi sono stati lo scioglimento per contiguità mafiosa il 9 ottobre 2012, a cui è seguito l'invio di una commissione prefettizia, l'ultima posizione ottenuta nel 2015 nella classifica nazionale sulla qualità della vita, quale città d'Italia peggiore per Il Sole 24 ore, l'incombente dissesto finanziario del comune e la grave crisi nel processo di raccolta e trattamento dei rifiuti che ha comportato l'abbandono dei rifiuti lungo le strade cittadine. Il comune è rimasto commissariato fino all'estate del 2014, quando si sono tenute nuove elezioni amministrative ed è stato eletto sindaco Giuseppe Falcomatà, figlio dello storico sindaco Italo, il quale è poi stato riconfermato come primo cittadino per un secondo mandato alle elezioni del 2020; durante la sua amministrazione sono stati avviati i lavori di prolungamento del Lungomare e di riqualificazione del porto e del Lido comunale.